# Stammliste des Hauses Waldeck
Stammliste des Hauses Waldeck mit den in der Wikipedia vertretenen Personen und wichtigen Zwischengliedern.
Die mangelhafte, oft fehlerhafte, Quellenlage betrifft den gesamten Zeitraum aller Familienzweige. Gesicherte Daten sind urkundlich genannt, Geburts- und Sterbedaten o. g. Zeiträume jedoch oft ungesichert und nach höchstmöglicher Wahrscheinlichkeit der oft abweichenden Datenquellen unter Vorbehalt zu betrachten. Es bleiben genealogische Details, sogar die Zuordnung von Mitgliedern des Hauses, ungeklärt.

## Die Anfänge
Als Erster erscheint ein Hermann, Graf im Diemelland und im Oberen Leinegau, urkundlich um 1011, († vor 1018); ⚭ () Friederun N.N.; Sie hatten folgenden Nachkommen:
A1. Widekind, Graf (1024), Graf im Wethiga und Tilithi (1031), urkundlich um 1011, († nach 3. August 1031)
gefolgt, ohne gesicherte Familienzugehörigkeit zu Widekind, die Geschwister:
B1. Bernhard († 16. Mai 1160; ▭ in Hardehausen)
B2. Liudolf († nach 13. April 1158)
B3. Sohn; ⚭ () N.N.
C1. Widekind I., Graf (1107–1111), Graf im Merstengau (1113–1119), Vizevogt von Corvey (1120 und 1126), Vogt vom Stift Busdorf in Paderborn (1124), Graf von Schwalenberg (16. Juli 1127 bis 19. August 1136), gründet die Abtei Marienmünster (1128), († 11. Juni (1137); ▭ in der Abtei Marienmünster); ⚭ () Lutrud von Itter († nach 22. März 1149), Tochter von Volkmar von Itter (1070–) und Gepa von Itter (–1123); Nachkommen siehe hier
C2. Volkwin I., urkundlich 1107 bis 1111

## Die Grafen von Schwalenberg (1127–1369), Grafen von Sternberg (1127–1369), Grafen von Waldeck (1180–1228)
Die gesicherte Stammfolge beginnt mit Widekind I., Graf (1107–1111), Graf im Merstengau (1113–1119), Vizevogt von Corvey (1120 und 1126), Vogt vom Stift Busdorf in Paderborn (1124), Graf von Schwalenberg (16. Juli 1127 bis 19. August 1136), gründet die Abtei Marienmünster (1128), († 11. Juni (1137); ▭ in der Abtei Marienmünster); ⚭ () Lutrud von Itter († nach 22. März 1149), Tochter von Volkmar von Itter (1070–) und Gepa von Itter (–1123); Sie hatten folgende Nachkommen:
1. Judith (Jutta)[1]; ⚭ I: () Graf Albert (Adalbert) I. von Everstein, urkundlich 1113 bis 1122, (* (um 1105); † (nach 1122)); ⚭ II: () Graf Ludwig II. von Lohra, urkundlich 1133 bis 1162, († vor 1164), Sohn von Graf Ludwig I. von Lohra (vor 1116–nach 1150/1126) und N.N. (–)
2. Volkwin II.[1], Vogt der Abtei Marienmünster (1128), Vogt vom Kloster Aroldessen (1131–1155), Vogt vom Stift Busdorf (1146), Vogt von Corvey (1152), (* (1125); † (1178)); ⚭ I: (vor 1144, ⚮ 1161) Gräfin Luitgarde von Reichenbach, Erbin von Schloss und Herrschaft Waldeck, urkundlich 1144 bis 1146, († nach 1151), Tochter von Graf Poppo I. von Reichenbach (vor 1114–nach 1156) und Bertha N.N. (–nach 1146); ⚭ II: () (Lutrudis), urkundlich 1185
  1. Wittekind III.[1], junior (1177), Graf von Waldeck (1180), Graf von Schwalenberg (1185), verzichtet auf die Vogtei Paderborn (1189), (* (um 1162); † nach 1189 auf dem Dritten Kreuzzug)
  2. Hermann I.[1], Graf von Waldeck (1184), Vogt von Paderborn (1189), Vogt vom Kloster Flechtdorf (–1195), (* (um 1163); † (1223/1225))
  3. Volkwin[1], Vogt von Paderborn (1189), Domherr in Paderborn (1185), Kanoniker (1222), Propst des Stifts Busdorf (1224), urkundlich 1185 bis 1243, († nach 1243),
  4. Heinrich I.[1], Graf von Waldeck (1184), Graf von Schwalenberg (1198), Vogt von Paderborn (1189), Vogt von Gehrden (–1209), (* (vor 1178); † vor (21. September) 1214); ⚭ () Heseke (von Dassel) († 25. Juli 1220)
    1. Heinrich II.[1], Domherr in Paderborn (1211–1240), Propst des Stifts Schildesche (1219–1282), Dompropst zu Paderborn (1240–1275), urkundlich 1211 bis 1283, (* (vor 1211); † vor 1288)
    2. Volkwin III.[1], Graf von Schwalenberg (1214), Graf von Waldeck (1216–1223), urkundlich 1214 bis 1249, (* (um 1190); † vor 1255); ⚭ (vor 1239) Ermengard von Schwarzburg-Blankenburg († 22. März 1274), Tochter von Graf Heinrich II. von Schwarzburg-Blankenburg (–1236) und Irmgard von Weimar-Orlamünde (–nach 1222)
      1. Heinrich I.[1][4], Graf von Sternberg, urkundlich 1238 bis um 1279; ⚭ () N.N. von Woldenberg, urkundlich 1252, Tochter von Graf Heinrich I. von Woldenberg und Harzburg, gen. von Hagen, (–1251) und Sophie von Hagen (–(1251/1261))
        1. Hoyer I.[1], Graf von Sternberg (1282), urkundlich 1252 bis 1299, (* (1252); † (28. Oktober 1299/um 1303)); ⚭ () Agnes zur Lippe, urkundlich 1266 bis 1307, (* (um 1251); † (nach 1307)), Tochter von Bernhard III. zur Lippe (um 1194–1265) und Gräfin Sophie von Ravensberg-Vechta (um 1220–nach 1285)
          1. Heinrich II.[1], Graf von Sternberg, urkundlich 1281, († 8. September 1312/8. Januar 1318); ⚭ () Gräfin Jutta von Tecklenburg, urkundlich 1286 bis 1318, († vor 8. Januar 1318), Tochter von Otto III. von Tecklenburg (vor 1253–(1285/1289)) und Richarda von der Mark (vor 1258–(nach 1279/nach 1286))
            1. Agnes[1], Äbtissin im Kloster Möllenbeck (1324–1348), urkundlich 1306, († 20. August (nach 1348))
            2. Jutta[1], urkundlich 1306 bis 1318
            3. Hoyer II.[1], urkundlich 1307 bis 1320
            4. Heinrich III.[1], urkundlich 1318 bis 1346, († nach 1346); ⚭ (vor 14. Februar 1330) Hedwig von Diepholz, urkundlich 1330 bis 1335, († nach 1335), Tochter von Rudolf III. von Diepholz (vor 1300–nach 1350) und Jutta von Oldenburg (–nach 1322)
              1. Heinrich IV.[1], urkundlich 1335 bis 1385, († nach 1385); ⚭ (1348) Gräfin Adelheid von Holstein-Schauenburg (* vor 1330; † vor 21. Mai 1376), Tochter von Graf Adolf VII. von Schauenburg-Holstein-Pinneberg (1297/vor 1301–1353/1354) und Heilwig zur Lippe (–vor 1369)
                1. Johann[1], Graf von Sternberg, urkundlich 1357 bis 1402
                2. Adolf[1], urkundlich 1357

              2. Simon[1], Domherr zu Bremen (1357), Domdekan (1370), Bischof von Paderborn (1380–1389), Marschall von Westfalen (1380–1382), urkundlich 1335, (†⚔ 5. Januar 1389 vor Burg Brobeck; † 25. Januar 1389 in Waldeck)
              3. Jutta[1], urkundlich 1335
              4. Adelheid[1], Äbtissin im Stift Fischbeck (1373), urkundlich 1335 bis 1387, († nach 1387)

            5. Lyse[1], urkundlich 1318

          2. Sophie[1], urkundlich 1281 bis 1307
          3. Simon[1], urkundlich 1299 bis 1300
          4. Hoyer[1], urkundlich 1299 bis 1300
          5. Mechtild[1], urkundlich 1316, († nach 1316); ⚭ () Friedrich von Dorstadt, „der Jüngere“ (1265), Ritter (1291), urkundlich 1263 bis 1306, († nach 1306), Sohn von Konrad von Dorstadt (1232–1269) und Gertrud von Amersleben (–1262)

        2. Heinrich (II.)[1], Domherr zu Paderborn (1266), Dompropst zu Paderborn (1281–1284), urkundlich 1261 bis 1284, († (nach 1299))

      2. Volkwin V.[1], Propst zu Goslar (1265–1267), Elekt von Minden (1266–1267), Dompropst zu Hildesheim (1265–1276), Bischof von Minden (1275–1293), urkundlich 1238, († 5. Mai 1293)
      3. Widekind V.[1], Graf von Schwalenberg (1249/50-1264), († 28. September 1264); ⚭ I: () N.N., urkundlich 1246; ⚭ II: () Ermengard N.N., urkundlich 1250; ⚭ III: () N.N., urkundlich 1260
        1. Heinrich (III.)[1], urkundlich 1265, († vor 1. Februar 1276)
        2. Irmgard[1], († nach 23. April 1296); ⚭ (vor 2. Juli 1290) Werner II. von Löwenstein, genannt von Westerburg, urkundlich 1276, († 13. April/1. Oktober 1315), (⚭ II: () Ermentrud von Spiegel (* vor 1282; † 19. Juni 1315/nach 25. Juli 1333), Tochter von Eckbert I. von Spiegel (vor 1259–nach 1295) und Jutta von Padberg (–nach 1286)), Sohn von Werner von Bischofshausen (–) und Guda von Westerburg (–)

      4. Adolf I.[1], Graf von Schwalenberg (1265), urkundlich 1238, († 6. Mai 1302/26. Januar 1305); ⚭ I: () Adelheid N.N., urkundlich 1274, († (6. Juli 1274)); ⚭ II: ((vor 15. August 1287)) Jutta N.N., urkundlich 1287 bis 1305, († (1. April 1305))
        1. [kA][5] Heinrich[1], Domherr zu Minden (1280), Domherr zu Hildesheim (1305), urkundlich 1280 bis 1328
        2. [kA][5] Volkwin[1], urkundlich 1295
        3. [kA][5] Günther[1], urkundlich 1297 bis 1325 († vor 21. Februar 1336); ⚭ I: () Agnes von Homburg, urkundlich 1302 bis 1306, († vor 21. Juni 1324), Tochter von Bodo von Homburg (–nach 1313/nach 1316) und Agnes von Everstein-Polle (–nach 1308); ⚭ II: (vor 1. Mai 1312) Alheydis; ⚭ III: () Mathilde (von Büren), urkundlich 1313 bis 1325, (Tochter von Walram von Büren-Wünnenberg (–nach 1351) und Elisabeth N.N. (–nach 1356))
          1. [I] Adolf II.[1], Johanniter-Ordenskomtur zu Schöneck (1336–1341), Komtur zu Liebschau (1346), Komtur zu Nemerow (1349–1354), urkundlich 1314 bis 1355
          2. [I] Agnes[1], Nonne im Kloster Kemnade (1314–1324)
          3. [II/III] Walram[1], Mönch (1346), Prior vom Kloster Werden (1382–1383), urkundlich 1321

        4. [kA][5] Widekind[1], urkundlich 1295 bis 1297
        5. [kA][5] Jutta[1], urkundlich 1295 bis 1305
        6. [kA][5] Sophie[1], urkundlich 1295 bis 1309
        7. [kA][5] Irmgard[1], urkundlich 1325
        8. [kA][5] Gertrud[1], urkundlich 1336; ⚭ () N.N.
        9. [kA][5] Kunigunde[1], urkundlich 1305 bis 1332; ⚭ () Dietrich (Tielemann) von Itter, urkundlich 1298 bis 1332, († vor 1337)
        10. [kA][5] Hadewig[1] († vor 1322); ⚭ (25. Februar 1301, Dispens 4°) Graf Adolf VII. von Holstein-Schaumburg (* (1298); † 4. Dezember 1352/21. Oktober 1353), (⚭ II: (1322) Heilwig zur Lippe (* (vor 1313); † 26. August 1364/69), Tochter von Simon I. zur Lippe (um 1261–1344) und Adelheid von Waldeck (um 1264–1339/1342)), Sohn von Adolf VI. von Holstein-Schaumburg (1256–1315) und Helene von Sachsen-Lauenburg (–nach 1332)
        11. [kA][5] Mechtildis[1], Pröpstin zu Herfurt (1325)

      5. Albrecht I.[1], Graf von Schwalenberg (1265), urkundlich 1244, († nach 5. Februar 1317); ⚭ () Jutta von Rosdorf, urkundlich 1274, († nach 1. April 1305), Tochter von Ritter Konrad von Rosdorf (–nach 1246) und N.N. (–)
        1. Heinrich II.[1], urkundlich 1287, († 11. März 1349; ▭ in Schwalenberg); ⚭ I: () Elisabeth von Wölpe, urkundlich 1312, († 2. Februar 1336 in Schwalenberg), Tochter von Graf Burchard II. von Wölpe (–1289/1290) und Elisabeth von Holstein (–1274/1284); ⚭ II: (1342/1345) Mechtild von Rietberg, Äbtissin vom Kloster Böddeken (1380), Äbtissin im Stift Heerse (1384), († 25. April 1400), Tochter von Graf Otto I. von Rietberg (vor 1293–1347) und Alheidis von Hallermund (–1342)
          1. [I] Burchard[1], Vormund der Söhne Herzogs Wartislaw IV. von Pommern-Wolgast (1327), urkundlich 1314 bis 1346, († vor 27. März 1350); ⚭ () Agnes N.N. (–), urkundlich 1350
          2. [I] Heinrich III.[1], Graf (1350), Propst von St. Cyriakus zu Braunschweig (1355–1366), überträgt Schloss Waldeck sowie seine Erb- und Lehnsgüter an Graf Otto von Waldeck (24. Dezember 1356), urkundlich 1314, († nach 19. August 1369)
          3. [I] Elisabeth[1], urkundlich 1314 ((† vor 4. Juli 1329)); ⚭ () Aschwin III. von Steinberg, urkundlich 1336, († vor 23. April 1336)
          4. [I] Jutta[1], Kanonissin im Stift Gandersheim (1324), 24. Äbtissin im Stift Gandersheim (vor 1331–1357), urkundlich 1314, († 4. Juli 1357)
          5. [I] Irmgard[1], Nonne im Kloster Mariensee (1329), 25. Äbtissin im Stift Gandersheim (1357–1358), urkundlich 1314, († 8. Oktober 1358)
          6. [I] Wilburgis[1], Nonne im Kloster Mariensee (1314–1329)
          7. [I] Mechtild[1], Kanonissin im Stift Gandersheim, urkundlich 1314 bis 1329, († vor 1355) (; ⚭ () Johann von Broheke)
          8. [I] Helena[1], urkundlich 1314 bis 1372; ⚭ () Konrad (V./VI.) von Schöneberg, urkundlich 1340 bis 1355
          9. [I] Widekind VI.[1], urkundlich 1324 bis 1336
          10. [II] Jutta[1], Kanonissin im Stift Essen (1370), urkundlich 1350 bis 1383, († vor 1386); ⚭ ((1380)) Ritter Dietrich IV. von Volmestein, urkundlich 1336 bis 1396, (* vor 1336; † 3. Oktober 1396), (⚭ I: () Gostie von Büren, († (nach 18. Februar) 1379); ⚭ III: ((1385)) Gräfin Elisabeth von Limburg (* (um 1372/vor 1385); † (nach 1408/nach 1417)), Tochter von Graf Dietrich II. von Limburg, Herr zu Broich, (um 1330–1400) und Lukardis von Broich (–1412)), Sohn von Dietrich III. von Volmestein (vor 1313–(1349/1351)) und Agnes von Döring (–1380)

        2. Günther[1], Domherr (1302), Domthesaurarius zu Minden (1304–1309), urkundlich 1287, († nach 2. Mai 1309)
        3. Konrad[1], urkundlich 1287 bis 1297
        4. Ludwig[1], urkundlich 1287 bis 1298
        5. Albrecht II.[1], urkundlich 1295 bis 1317
        6. Luitgard[1], urkundlich 1295 bis 1317; ⚭ (vor 1. Mai 1306) Graf Hermann von Pyrmont, urkundlich 1251 bis 1317
        7. Jutta[1], urkundlich 1295 bis 1305
        8. Irmgard[1], urkundlich 1305 bis 1308; ⚭ () Gottschalk von Plesse, urkundlich 1290 bis 1307, († vor 1308)
        9. Sophie[1], urkundlich 1325, (Kanonissin zu Gandersheim (1309))

      6. Günther I.[1][6], Erzbischof von Magdeburg (1277–1278) und Bischof von Paderborn (1308–1310), († (23./27.) Mai (nach 1310))
      7. Kunigunde[1], Äbtissin im Kloster Falkenhagen (1247–1305), urkundlich 1246 bis 1305, († nach 1. Mai 1305)
      8. Irmgard (Ermengard)[1], Äbtissin im Stift Heerse, urkundlich 1261 bis 1305, († 1. Oktober 1314)
      9. Mechthild[1], Äbtissin im Kloster Möllenbeck (1284–1321), († (4./7.) Januar (1321–1324))
      10. Ludolf[1], Domherr zu Minden (1285)
      11. Burchard[1], urkundlich 1238
      12. Konrad II.[1][6], Domherr (1245), Domkellner (1264–1266), Erzbischof von Magdeburg (26. Dezember 1266 bis 15. Januar 1277), (* (um 1225); † 15. Januar 1277 in Magdeburg)

    3. Adolf I.[1][7], Graf von Schwalenberg (1226), Graf von Waldeck (1228), minorenn (1219), Vogt des Stifts Schildesche (–1244), urkundlich 1226 bis 1270, († 3. Oktober 1270); ⚭ I: () Sophie N.N., urkundlich 1237, († vor 1254); ⚭ II: (14. Februar 1254) Ethelind zur Lippe, urkundlich 1254 bis 1273, (* (um 1204); † um 1273), Tochter von Hermann II. zur Lippe (1175–1229) und Gräfin Oda von Tecklenburg (um 1180–1221), Nachkommen siehe hier
    4. Hermann (II.)[1], urkundlich um 1248, Benediktiner
    5. Widekind[1], urkundlich 1221

  5. Tochter[1], urkundlich 1216; ⚭ () Graf Werner I. von Wittgenstein, urkundlich 1174 bis 1201, († vor 1215), Sohn von Widekind von Battenberg (–) und N.N. (–)
3. Wittekind II.[1][8], Stifter der Linie der Grafen von Pyrmont (1184), senior (1177), Vogt (1186), Vogt vom Stift Busdorf in Paderborn (1188), urkundlich 1148 und 1188–1189, (* (vor 1148); † (um 1189)); ⚭ () N.N.
4. Lutrudis[1]; ⚭ () Everwin, Vogt (von Rheda), urkundlich 1142 bis 1166
5. Godekinde[1] von Noringe, urkundlich 1197

## Die Grafen von Waldeck bis zur Teilung 1486
Adolf I., Graf von Schwalenberg (1226), Graf von Waldeck (1228), minorenn (1219), Vogt des Stifts Schildesche (–1244), urkundlich 1226 bis 1270, († 3. Oktober 1270); ⚭ I: () Sophie N.N., urkundlich 1237, († vor 1254); ⚭ II: (14. Februar 1254) Ethelind zur Lippe, urkundlich 1254 bis 1273, (* (um 1204); † um 1273), Tochter von Hermann II. zur Lippe (1175–1229) und Gräfin Oda von Tecklenburg (um 1180–1221); Sie hatten folgende Nachkommen:
1. [I] Heinrich I. (II.)[7], urkundlich 1238, († vor 1267; ▭ im Kloster Marienthal); ⚭ (vor 4. September 1263) Mechtild von Arnsberg, Erbin der Wewelsburg, (* (um 1235); † nach 13. August 1298), Tochter von Graf Gottfried III. von Arnsberg-Rietberg (vor 1213–1282/1287) und Adelheid von Blieskastell (–)
  1. Adolf II.[7], Graf von Waldeck (1270–1276), Bischof von Lüttich (1301–1302), urkundlich 1267, (* (um 1250); † 13. Dezember 1302 in Lüttich; ▭ in der Lambertuskathedrale Lüttich)
  2. Heinrich[7], Dompropst zu Paderborn (vor 1266–1279), Kanoniker zu Fritzlar (1266–1274)
  3. Gottfried[7], Kanoniker zu Fritzlar (1278–1279), Kanoniker von St. Lambert zu Lüttich (1291), Domherr zu Magdeburg (1291–1292), Domherr zu Würzburg, Utrecht, Mainz, Paderborn und Minden, Bischof von Minden (1304–1324), urkundlich 1267, († 14. Mai 1324 in Minden)
  4. Otto I.[7], Kurmainzer Amtmann in Hessen, urkundlich 1267, († 11. November 1305, in Gefangenschaft); ⚭ (vor 24. November 1276) Landgräfin Sophia von Hessen († 12. August 1331/18. Juni 1340), Tochter von Landgraf Heinrich I. von Hessen (1244–1308) und Herzogin Adelheid von Braunschweig (–1274)
    1. Heinrich IV.[7], (* 1282/9. Juni 1290; † 24. April 1344; ▭ im Kloster Marienthal); ⚭ (vor 10. Juli 1306, Avignon 8. Mai 1318 Dispens 4°) Adelheid von Kleve († nach 26. Juli 1337), Tochter von Graf Dietrich VI. von Kleve (1256/1257–1305) und Margareta von Geldern (–1282/1287)
      1. Otto II.[7], (* (vor 1307); † 11. November 1369); ⚭ I: (27. August 1339/16. Oktober 1340, Avignon 11. April 1335 bis 5. Juni 1339 Dispens) Mechthild (Mathilde) von Braunschweig-Lüneburg († 7. September vor 1357), Tochter von Herzog Otto III. von Braunschweig-Lüneburg (um 1296–1352) und Fürstin Mathilde von Mecklenburg (1293–1358); ⚭ II: (vor 1364) Margareta von Löwenberg, Spanheimer, urkundlich 1340 bis 1401, (⚭ I: () Ritter Albrecht (Heinemann) von Itter († 1357), Sohn von Dietrich (Tielemann) von Itter (–vor 1337) und Kunigunde von Schwalenberg (–)), Tochter von Heinrich von Löwenberg (–(1342/1343)) und Agnes von Cuyk (–1345)
        1. [I] Heinrich VI.[7], der „Eiserne“, Graf zu Waldeck (1369), (* (um 1340); † 16. Februar 1397 auf Schloss Waldeck an der Pest; ▭ im Kloster Marienthal); ⚭ (15. Juli 1353/vor 16. Juni 1363) Gräfin Elisabeth von Jülich-Berg († nach 4. Oktober 1388), Tochter von Graf Gerhard von Jülich-Berg-Ravensberg (–1360) und Gräfin Margarete von Ravensberg-Berg ((um 1320)–(1384/1389))
          1. Adolf III.[7], Graf von Waldeck zu Landau (1397–1431) Stifter der älteren Linie Waldeck-Landau (erloschen …), (* 1362; † nach 19. April 1431); ⚭ (1387) Gräfin Agnes von Ziegenhain († nach 26. Dezember 1438), Tochter von Graf Gottfried VIII. von Ziegenhain ((um 1340)–1394) und Agnes von Braunschweig-Göttingen (–(1416))
            1. Otto III.[7], (* (um 1389); † 1458/1459); ⚭ (um 1424) Anna von Oldenburg, urkundlich 1431, († nach 7. April 1438), Tochter von Moritz II. von Oldenburg (vor 1381–1420) und Elisabeth von Braunschweig ((um 1380)–1420)
              1. Johann[7], urkundlich 1431, († vor 30. August 1438)
              2. Heinrich[7], urkundlich 1431, († vor 30. August 1438)
              3. Otto IV.[7], (* (1440/1441); †† 14. Oktober 1495 auf der Wetterburg; ▭ im Kloster Volkhardinghausen); ⚭ I: (16. Januar 1464) Mechthild (Metha) von Neuenahr († 26. Mai 1465; ▭ im Kloster Flechtdorf), Tochter von Graf Gumprecht II. von Neuenahr-Limburg (–(1465/1484)) und Gräfin Margareta von Limburg (vor 1419–1479); ⚭ II: (1465) Elisabeth von Tecklenburg, urkundlich 1451 bis 1499, († nach 1499), Tochter von Nikolaus III. (V.) von Tecklenburg (–(1493/1508)) und Mechtild von Berg ((1440)–1512)
→ Stammlinie Landau im Mannesstamm erloschen – Das Erbe fiel an die Linie zu Waldeck
                1. [I] Eva[7], († 19. Juni 1493/9. Januar 1496 auf Burg Brobeck an der Pest; ▭ im Kloster Aroldessen)

          2. Heinrich VII.[7], (* (1370); † nach 30. April 1442); ⚭ (um 27. August 1398) Margarethe von Nassau-Wiesbaden-Idstein (* (1380); † nach 1432), Tochter von Graf Walram IV. (II.) von Nassau-Idstein ((1348/1354)–1393) und Bertha von Westerburg, a.d.H. Runkel, (–1418)
            1. Wolrad I.[7], (* (um 1399); † nach 1. Februar 1475); ⚭ (vor 9. März 1440) Barbara von Wertheim (* (1420/1422); † nach 1443), Tochter von Graf Michael I. von Wertheim (1400–1440) und Sophie von Henneberg (1395–nach 1441)
              1. Philipp I.[7][9], Graf von Waldeck zu Waldeck, (* 1445; † 1475); ⚭ (16. August 1452/14. Oktober 1464) Johanna von Nassau-Dillenburg (* 1444; † Mai 1468), Tochter von Graf Johann IV. von Nassau-Dillenburg (1410–1475) und Gräfin Maria von Loon-Heinsberg (1424–1502), Nachkommen siehe hier
              2. Philipp II.[7][10], (* (3. März 1453); † 26. Oktober 1524 auf der Sparrenburg; ▭ 1576 in der St. Nikolaikirche in Korbach); ⚭ I: (15. Oktober 1478 in Marburg/vor 3. November 1478) Katharina zu Solms-Lich (* (1458); † 12. Dezember 1492; ▭ 1576 in der St. Nikolaikirche in Korbach), Tochter von Graf Kuno zu Solms-Hohensolms-Lich[11] (–1477) und Wild- und Rheingräfin Walpurga zu Dhaun (–1493); ⚭ II: (1497) Katharina von Querfurt (* (um 1450); † 22. Februar 1521 in Kelbra; ▭ ebenda), (⚭ I: (1470) Graf Günther XXI.[12] „der Mittlere“ von Schwarzburg-Blankenburg (* 1450 in Rudolstadt; ⚔ 19. November 1484 vor Delmenhorst; ▭ im Bremer Dom), Sohn von Graf Heinrich XXI. (XXVI.) von Schwarzburg-Blankenburg (1418–1488) und Elisabeth von Kleve[13] (1420–1488)), Tochter von Bruno VI. (VIII./XI.) von Querfurt (nach 1418–1496) und Gräfin Anna von Gleichen-Tonna (–1481), Nachkommen siehe hier
              3. Elisabeth[7], (* (um 1455); † nach 15. März 1513); ⚭ (15. Oktober 1471 in Einbeck) Herzog Albrecht II. von Braunschweig-Grubenhagen (* 1. November 1419; † 15. August 1485), Sohn von Herzog Erich I. von Braunschweig-Grubenhagen (um 1383–1427) und Elisabeth von Braunschweig-Göttingen (nach 1379–nach 1444)

            2. Elisabeth[7], († 23. April 1462); ⚭ (5. Januar 1417) Graf Johann II. von Ziegenhain und Nidda († 14. Februar 1450), Sohn von Graf Gottfried VIII. von Ziegenhain (nach 1350–1394) und Agnes von Braunschweig-Göttingen (–(1416))
            3. Margareta[7], (* 1405; † vor 25. April 1464); ⚭ () Graf Heinrich XI. von Honstein zu Klettenberg (* 1402; † 1454), (⚭ II: (nach 16. August 1450) Margaretha von Schlesien-Priebus (* (1415/1422); † nach 9. Mai 1491 in Salzderhelden, Tochter von Herzog Johann I. von Schlesien-Glogau-Sagan (1385–1439) und Scholastika von Sachsen-Wittenberg (1394–1463)), Sohn von Ernst I. (II.) von Honstein zu Klettenberg, Lohra, Lauterberg und Scharzfeld (–1426) und Anna (Sophie) zu Stolberg (–1436)

          3. Margareta[7], († 30. Juni 1394/21. Februar 1395); ⚭ (vor 28. Juni 1393) Bernhard VI. zur Lippe (* (um 1366); † 31. Januar 1415), (⚭ II: (1403) Gräfin Elisabeth von Mörs († vor 2. Februar 1415), Tochter von Graf Friedrich III. von Moers (um 1355–1417/1419) und Walburg von Saarwerden (um 1355–(1386/1418))), Sohn von Simon III. zur Lippe ((um 1340)–1410) und Irmgard (Ermengard) von Hoya ((vor 1362–vor 1415))
          4. Elisabeth[7], urkundlich 1391, († nach 22. Juli 1423 vor 1437); ⚭ I: () Graf Hermann VII. von Everstein-Polle († vor 1393), Sohn von Graf Hermann III. von Everstein und Polle (vor 1305–1350/1351) und Adelheid zur Lippe (1298–nach 1324); ⚭ II: (25. April 1395) Ernst VII. von Gleichen-Tonna, urkundlich 1378, († zw. 27. August 1414 und 10. Januar 1415), (⚭ I: (vor 29. November 1386) Agnes von Barby, († vor 25. April 1395), Tochter von Günther IV. von Barby, Graf von Mühlingen, (–1404) und Konstantia N.N. (–1372)), Sohn von Graf Heinrich VI. von Gleichen-Tonna (vor 1343–nach 1379) und Jutta[14] von Querfurt (–nach 1370)
          5. Irmgard[7], († nach 1408); ⚭ (1. Februar 1384) Graf Hermann IV. (VII.) von Everstein-Polle, minorenn (1374), (* vor 1374; † (1413/1429)), Sohn von Graf Otto (X.) von Everstein-Polle und Ohsen (vor 1339–1373) und Agnes von Homburg (–vor 1374/nach 1409)
          6. Mechtild[7], Kanonissin zu Essen (1400), Äbtissin im Stift Heerse (1400–1410), Äbtissin im Stift Herford (1409–1442), († 20. November 1442; ▭ im Herforder Münster)

        2. [I] Sophie[7], Nonne zu Volkhardinghausen
        3. [I] Ermgarde[7], Äbtissin der Reichsabtei Munsterbilzen (1366–1379), testiert 20. Juni 1379

      2. Dietrich von Waldeck[7], Domherr zu Köln (1336), Domherr zu Münster (1340), Domcantor (1344) Dompropst zu Münster (1348–1353), († 25. Juni 1355)
      3. Heinrich (V.)[7], Domherr zu Paderborn (1341–1345), Domherr zu Köln (1346), Dompropst von Minden (1345–1349), Verweser des Bistums Minden (1347), († 23. April 1347/14. Oktober 1349)
      4. Elisabeth[7], († 27. September 1374/22. Juni 1385); ⚭ () Graf Johann von Nassau-Hadamar († 24. Juni 1364/20. Januar 1365), Sohn von Graf Emich I. von Nassau-Hadamar (–1334) und Burggräfin Anna von Zollern-Nürnberg, ((1282)–(1355/1357))
      5. Armgard[7]; ⚭ (7. Mai 1342) Konrad VI. von Diepholz, urkundlich 1325 bis 1378, († vor 14. Februar 1379), (⚭ I: () Mechthild von Holstein († nach 1340), Tochter von Graf Adolf VI. von Schauenburg-Holstein-Pinneberg (um 1256–1315) und Helene von Sachsen-Lauenburg (–nach 1332/nach 1337); ⚭ III: (1374) Ghese N.N. († nach 1406)), Sohn von Rudolf III. von Diepholz (vor 1300–nach 1350) und Jutta von Oldenburg (–nach 1322)
      6. Mechtild[7], urkundlich 1339
      7. Wilhelm[7], Domherr zu Köln (1341)

    2. Adolf (III.)[7], Kanoniker zu Hildesheim und Fritzlar (1290–1345), Domscholasticus zu Utrecht (1304), Domherr zu Minden (1324), Kanoniker von St. Lambert zu Lüttich (1335–1338), Abt von Amay (1339–1346), Domherr zu Münster (1340), († 25. Mai 1348)
    3. Gottfried[7], Domherr zu Mainz (1322), Domherr zu Paderborn (1327), († nach 1. August 1337)
    4. Eberhard[7], Kanoniker zu Fritzlar (1309–1340), Domherr in Minden (1319–1327), Domthesaurarius zu Minden (1324–1338), Archidiakon zu Ahlden (1335), Archidiakon zu Wunstorf (1337), († 9. August 1342)
    5. Mechthild[7], urkundlich 1308, († nach 16. Januar 1340; ▭ im Kloster Konradsdorf); ⚭ () Eberhard III. von Breuberg, Landvogt der Wetterau (1312–1317), (* (um 1285); † vor 19. April 1323), Sohn von Gerlach von Breuberg (um 1245–1306) und Lukardis N.N. (–1306)
    6. Elisabeth[7], († nach 24. Oktober 1371); ⚭ (zw. 1305 und 1310) Graf Dietrich III. (V.) von Honstein zu Klettenberg (* um 1279; † zw. 29. September 1329 und 4. Mai 1330), Sohn von Graf Dietrich II. (III.) von Honstein-Klettenberg (um 1245–1309) und Sophie von Anhalt-Bernburg (um 1259–nach 1322)
    7. Adelheid[7], († 1. September 1329; ▭ in der Stiftskirche St. Goar); ⚭ (23. Januar 1314) Wilhelm I. von Katzenelnbogen, urkundlich 1277, († 18. November 1331), Sohn von Diether V. von Katzenelnbogen (–1276) und Margarete von Jülich (–1292)
    8. Ludwig[7], Domherr zu Minden (1337–1346), Domherr zu Münster (1337–1354), Propst zu Bücken (1339–1340), Domherr zu Bremen (1341), Domscholasticus zu Münster (1341–1354), Propst zu Schildesche (1347–1354), Archidiakon zu Billerbeck, Propst von St. Mauritz zu Münster (1351–1354), († 30. September 1354)
    9. Otto[7], Herr in Wetterburg (1331), urkundlich 1304 bis 1331

  5. Adelheid[7], (* (um 1264); † 17. August 1339/5. August 1342); ⚭ (24. November 1276) Simon I. zur Lippe (* (um 1261); † 10. August 1344), Sohn von Bernhard IV. zur Lippe (um 1230–1275) und Agnes von Kleve (vor 1249–1285)
2. [I] Widekind (Wittekind)[7], Propst am St. Petri-Stift in Fritzlar (1256–1264), Dompropst am St. Paulusdom in Münster (1263–1265), Bischof von Osnabrück (1265–1269), urkundlich 1238, († 18. November 1269)

## Die Grafen von Waldeck – Wildunger Linie, erloschen 1598
Philipp I., Graf von Waldeck zu Waldeck, (* 1445; † 1475); ⚭ (16. August 1452/14. Oktober 1464) Johanna von Nassau-Dillenburg (* 1444; † Mai 1468), Tochter von Graf Johann IV. von Nassau-Dillenburg (1410–1475) und Gräfin Maria von Loon-Heinsberg (1424–1502); Sie hatten folgende Nachkommen:
1. Heinrich VIII.[9], (* 1465; † 28. Mai 1513; ▭ im Kloster Marienthal); ⚭ (vor 8. Januar 1492) Anastasia von Runkel, urkundlich 1477, († 27. Juni 1502/24. April 1503), Tochter von Wilhelm von Runkel (–1489) und Irmgard von Rollingen (–1514)
  1. Philipp IV.[9], Confessio Augustana (1526), (* 1493 in Alt-Wildungen; † 30. November 1574 auf Burg Waldeck; ▭ 4. Dezember 1574 im Kloster Marienthal); ⚭ I: (Kontrakt 9. April 1522 in Osnabrück, 17. Februar 1523 in Emden) Margarethe von Ostfriesland (* 1500; † (5./15.) Juli 1537 in Altwildungen; ▭ in der Stadtkirche ebenda), Tochter von Graf Edzard I. von Ostfriesland, Cirksena, (1462–1528) und Gräfin Elisabeth von Rietberg (–1512); ⚭ II: (26. Mai 1539 in Netze) Katharina von Hatzfeld († 30. April 1546 in Naumburg; ▭ in der Stadtkirche ebenda), (⚭ I: () Konrad (Kurt) von Elben († um 1535)), Tochter von Georg I. von Hatzfeld (vor 1471–nach 1523/1519) und Anna von Steinenbach (–); ⚭ III: (6. Oktober 1554) Jutta von Isenburg-Neumagen († 28. Juli 1564 auf Schloss Waldeck; ▭ in der Stadtkirche Waldeck), Tochter von Salentin VII. von Isenburg-Neumagen (vor 1470–1534) und Elisabeth von Hunolstein-Neumagen (um 1475–(1536/1538))
    1. [I] Ernst[9], (* (1523/1524); † 1527; ▭ in der Stadtkirche Waldeck)
    2. [I] Sohn[9]
    3. [I] Elisabeth[9], (* 10. Dezember 1525; † 30. März 1543 auf Schloss Waldeck; ▭ in der Stadtkirche Waldeck); ⚭ (1542) Graf Reinhard von Isenburg-Büdingen (* 1518; † 28. Februar 1568 in Offenbach; ▭ ebenda), (⚭ II: (vor 5. Mai 1551 in Rudolstadt) Gräfin Margareta von Mansfeld-Mittelort († 27. April 1573 auf Schloss Mansfeld); ▭ in Klostermansfeld), Tochter von Graf Gebhard VII. von Mansfeld-Hinterort (1483–1558) und Gräfin Margarethe von Gleichen-Blankenhain (–1567), Sohn von Graf Johann V. von Isenburg-Büdingen in Birstein (1476–1533) und Gräfin Anna von Schwarzburg-Blankenburg (1497–1546)
    4. [I] Samuel[9], (* 2. Mai 1528 auf Schloss Waldeck; 〰 in der Stadtkirche, Niederwildungen; † 6. Januar 1570 auf Schloss Alt-Wildungen; ▭ 10. Januar in der Stadtkirche, Niederwildungen); ⚭ (8. Oktober 1554 in Waldeck) Anna Maria von Schwarzburg-Blankenburg[15], posthuma, (* 7. Dezember 1538 in Rudolstadt; † 11. August 1583 auf Schloss Höhnscheid in Gefangenschaft), (⚭ II: (im Spätherbst 1570 auf Schloss Altwildungen) Magister Göbert Raben, genannt Kalbskopf, (* um 1534 in Wildungen; † nach 1574 in Marburg, erstochen)), Tochter von Graf Heinrich XXIII. (XXXII.)[15], „der Mittlere“, von Schwarzburg-Blankenburg, (1499–1538) und Gräfin Katharina von Henneberg-Schleusingen (1506–1567)
      1. Philipp Heinrich[9], (* 30. Januar 1556 in Altwildungen; † 3. Februar 1556 ebenda; ▭ in der Stadtkirche, Niederwildungen)
      2. Günther[9], immatrikuliert in Marburg, (* (29./30.) Juni 1557 auf Schloss Friedrichstein in Alt-Wildungen; † 23. Mai 1585 in der Schulstube von Altwildungen; ▭ 27. Mai 1585 in der Stadtkirche, Niederwildungen, 1962 umgebettet in das Kloster Marienthal); ⚭ I: (15. Dezember 1578 in Altwildungen) Gräfin Margarethe von Waldeck-Landau (* 1559; † 20. Oktober 1580; ▭ in der Stadtkirche, Niederwildungen), Tochter von Graf Johann I. von Waldeck-Landau (1521/1522–1567) und Anna zur Lippe (um 1529–1590); ⚭ II: (20. Mai 1582 in Gräfentonna) Gräfin Margareta von Gleichen, (* 28. Mai 1556; † 14. Januar 1619 in Farnroda; ▭ in der Schlosskirche Farnroda), (⚭ II: (9. November 1600 in Ronneburg) Burggraf Georg Ludwig II. von Kirchberg, Graf zu Sayn-Hachenburg (* 10. Januar 1569 in Farnroda; † 3. November 1641 ebenda; ▭ ebenda), (⚭ II: (18. März 1620 in Gera) Dorothea Magdalene Reuß zu Gera (* 25. Februar 1595 in Gera; † 29. Oktober 1646 in Farnroda; ▭ ebenda), Tochter von Heinrich II. „Posthumus“ Reuß von Plauen (1572–1635) und Gräfin Magdalene von Hohenlohe-Weikersheim (1572–1596)), Sohn von Burggraf Siegmund II. von Kirchberg (1531–1570) und Gräfin Sibylle von Isenburg-Büdingen-Kelsterbach (1540–1608)), Tochter von Graf Georg (II.)[16] von Gleichen (1509–1570) und Elisabeth von Plesse (1531–1556)
        1. [II] Wilhelm Ernst[9], immatrikuliert in Tübingen (1598), (* 8. Juni 1584 in Altwildungen; † 16. September 1598 in Tübingen, an der Roten Ruhr; ▭ in der Stiftskirche zu St. Georg ebenda)

      3. Heinrich[9], (*† 23. September 1559 in Altwildungen; ▭ ebenda)
      4. Johann Günther[9], († jung)
      5. Samuel[9], († jung)
      6. Daniel[9], († jung)
      7. Margaretha[9], (* (26./29.) März 1564 in Altwildungen; † 1. Juni 1575 in Ober-Werbe, abgestürzt von einem Felsen; ▭ in der Stadtkirche, Niederwildungen)

    5. [I] Daniel[9], Domherr zu Straßburg (1550), (* 1. August 1530; † 7. Juni 1577 in Waldeck; ▭ im Kloster Marienthal); ⚭ (11. November 1568 in Kassel) Barbara von Hessen (* 8. April 1536 in Kassel; † 8. Juni 1597 auf Schloss Waldeck; ▭ im Kloster Marienthal), (⚭ I: (10. September 1555 in Reichenweier) Georg von Württemberg-Mömpelgard (* 4. Februar 1498 auf Schloss Urach; † 17. Juli 1558 auf Burg Kirkel), Sohn von Herzog Heinrich von Württemberg (1448–1519) und Gräfin Eva von Salm und Chiny (um 1468–1521)), Tochter von Landgraf Philipp I. von Hessen (1504–1567) und Christine von Sachsen (1505–1549)
    6. [I] Heinrich IX. (VII.)[9], (* 10. Dezember 1531; † 3. Oktober 1577 in Werbe, bei einem Pferdeunfall; ▭ im Kloster Marienthal); ⚭ (19. Dezember 1563 in Korbach) Freifrau Anna[17] von Viermund zu Nordenbeck (* 1538 in Nordenbeck; † 16. April 1599 ebenda; ▭ 20. April 1599 in der Nieder-Enser Kirche), (⚭ II: (31. Juli 1583) Freiherr Cuno von Winnenberg und Beilstein († 31. Januar 1605)), Tochter von Hermann von Viermund (1501–1563) und Theodora (Dieterike) von Büren (–1539)
    7. [I] Margaretha[9], (* 22. Mai 1533; † 16. März 1554 in Brüssel; ▭ im Franziskaner Kloster ebenda)
    8. [I] Friedrich[9], immatrikuliert in Marburg (1547), Domherr zu Köln (1549), (* 15. August 1534; ⚔ 10. August 1557 bei Saint-Quentin; ▭ in der Kathedrale von Cambrai)
    9. [I] Anastasia[9], (* 8. Januar 1536; † 25. Mai 1561 in Heidelberg; ▭ ebenda)
    10. [I] Esther[9], (* 28. Juni 1537 in Altwildungen; † jung)
    11. [III] Elisabeth[9], (* 1555; † 6. Dezember 1569 auf Schloss Waldeck; ▭ in der Stadtkirche Waldeck)
    12. [III] Magdalene[9], (* 1558; † 9. September 1599); ⚭ I: (6. Februar 1576) Graf Philipp Ludwig I. von Hanau-Münzenberg (* 21. November 1553; † 4. Februar 1580), Sohn von Graf Philipp III. von Hanau-Münzenberg (1526–1561) und Pfalzgräfin Helena von Simmern (1532–1579); ⚭ II: (9. Dezember 1581 im Schloss Dillenburg) Graf Johann VII. von Nassau-Siegen (* 7. Juni 1561 in Dillenburg; † 27. September 1623 in Siegen), (⚭ II: (27. August 1603) Prinzessin Margaretha von Holstein-Sonderburg-Plön (* 1583; † 1638), Tochter von Herzog Johann (Schleswig-Holstein-Sonderburg) von Schleswig-Holstein-Sonderburg (1545–1622) und Elisabeth von Braunschweig-Grubenhagen (1550–1586)), Sohn von Johann VI. von Nassau-Dillenburg (1536–1606) und Elisabeth von Leuchtenberg (1537–1579)

  2. Wilhelm[9], Domherr zu Köln, († (1518)/vor 27. März 1519 in Köln)

## Die Grafen von Waldeck – Eisenberger Linie, erloschen 1692
Philipp II., (* (3. März 1453); † 26. Oktober 1524 auf der Sparrenburg; ▭ 1576 in der St. Nikolaikirche in Korbach); ⚭ I: (15. Oktober 1478 in Marburg/vor 3. November 1478) Katharina zu Solms-Lich (* (1458); † 12. Dezember 1492; ▭ 1576 in der St. Nikolaikirche in Korbach), Tochter von Graf Kuno zu Solms-Hohensolms-Lich (–1477) und Wild- und Rheingräfin Walpurga zu Dhaun (–1493); ⚭ II: (1497) Katharina von Querfurt (* (um 1450); † 22. Februar 1521 in Kelbra; ▭ ebenda), (⚭ I: (1470) Graf Günther XXI. „der Mittlere“ von Schwarzburg-Blankenburg (* 1450 in Rudolstadt; ⚔ 19. November 1484 vor Delmenhorst; ▭ im Bremer Dom), Sohn von Graf Heinrich XXI. (XXVI.) von Schwarzburg-Blankenburg (1418–1488) und Elisabeth von Kleve (1420–1488)), Tochter von Bruno VI. (VIII./XI.) von Querfurt (nach 1418–1496) und Gräfin Anna von Gleichen-Tonna (–1481); Sie hatten folgende Nachkommen:
1. [I] Anna[10], († 22. Februar 1482; ▭ in der Stadtkirche Waldeck)
2. [I] Georg[10], immatrikuliert in Paris, (* 27. Juni 1483 in Waldeck; † vor 1504 in Paris)
3. [I] Philipp III.[10], (* 9. Dezember 1486 auf Burg Waldeck; † 20. Juni 1539 in Arolsen; ▭ in Mengeringhausen); ⚭ I: (20. November 1503) Adelheid von Hoya, urkundlich 1484, († 11. April 1513; ▭ im Kloster Marienthal), (⚭ I: () Graf Eberwin II. von Bentheim-Steinfurt (* vor 1467; † 1498), Sohn von Graf Arnold I. von Bentheim-Steinfurt (–1466) und Katharina von Gehmen (–1502)), Tochter von Graf Otto IV. (VII.) von Hoya, untere Grafschaft (Hoyaer Linie), (vor 1451–1494) und Anna zur Lippe (–1533); ⚭ II: (22. Januar 1519 in Kleve) Anna von Kleve, Confessio Augustana (1529), (* 21. Mai 1495 in Kleve; † 24. Mai 1567 in Hassloch; ▭ in der Stadtkirche Mengeringhausen), Tochter von Herzog Johann II. von Kleve (1458–1521) und Mechthild von Hessen-Marburg (1473–1505)
  1. [I] Otto[10], Johanniterordens-Komtur zu Lage und Steinfurt, (* (1504); † 8. März 1541 in Lage)
  2. [I] Elisabeth[10], (* 8. Mai 1506; † (1562); ▭ in Abbeville); ⚭ (31. Januar 1525 in Antwerpen) Jean VI. de Melun, Burggraf von Gent (1524), († 1551), Sohn von Hugues de Melun, Burggraf von Gent, (–1524) und Johanna von Horn (–)
  3. [I] Wolrad II.[10], Stifter der mittleren Linie des Hauses Waldeck-Eisenberg, Kanoniker von St. Gereon zu Köln (1520–1544), Domherr zu Köln (1529–1544) resigniert, Augsburger Bekenntnis (1543), (* 27. März 1509 in Eisenberg; † 15. April 1575 in Eilhausen; ▭ in der St. Kilian Kirche, Korbach); ⚭ (6. Juni 1546 auf Schloss Waldeck) Anastasia Günthera[15] von Schwarzburg-Blankenburg (* 31. März 1526 in Arnstadt; † 1. April 1570 auf Schloss Eisenberg; ▭ in der St. Kilian Kirche, Korbach), Tochter von Graf Heinrich XXIII. (XXXII.), „der Mittlere“, von Schwarzburg-Blankenburg, (1499–1538) und Gräfin Katharina von Henneberg-Schleusingen (1506–1567)
    1. Katharina[10], Äbtissin im Kloster Schaaken (1591), (* 20. September 1547 auf Schloss Waldeck; † 16. Juni 1613 im Kloster Schaaken; ▭ in der Stiftskirche ebenda)
    2. Franz[10], (* 8. April 1549 in Korbach; † 7. März 1552 in Waldeck; ▭ in der Stadtkirche ebenda)
    3. Elisabeth[10], (* (27./28.) Juni 1550 in Waldeck; † 6. März 1552 ebenda; ▭ in der Stadtkirche ebenda)
    4. Anna Erika[10], 42. Äbtissin des Stifts Gandersheim (1589–1611), Dechantin im Stift Herford (14. Oktober 1607), (* 17. September 1551 in Korbach; † 15. Oktober 1611 auf Schloss Arolsen; ▭ 24. Oktober 1611 in der St.-Georg-Kirche in Mengeringhausen)
    5. Heinrich Wilhelm[10], (* 3. November 1552 in Waldeck; † 28. Dezember 1559 in Eisenberg; ▭ in der St. Nikolai (Korbach)|St. Nikolaikirche in Korbach)
    6. Josias I.[10], (* 18. März 1554 auf Burg Eisenberg; † 6. August 1588 ebenda; ▭ in der St. Nikolaikirche, Korbach); ⚭ (vor 8. März 1582) Gräfin Marie von Barby-Mühlingen (* 8. April 1563; † 29. Dezember 1619), (⚭ II: ((20./23.) Juli 1592 in Korbach) Graf Georg III. von Erbach-Erbach (* 15. Juli 1548 in Erbach; † (16./26.) Februar 1605 ebenda), (⚭ I: (27. Juli 1567) Gräfin Anna Amalia von Sayn (* um 1551; † 13. Juli 1571); ⚭ II: (15. Juli 1572) Gräfin Anna von Solms-Laubach (* 11. April 1557 in Laubach; † 8. Dezember 1586); ⚭ III: (11. November 1587) Dorothea Reuß zu Obergreiz (* 28. Oktober 1566; † 26. Oktober 1591)), Sohn von Eberhard XII. von Erbach (1511–1564) und Margarethe von Dhaun (1521–1576)), Tochter von Graf Albrecht X. von Barby-Mühlingen (1534–1588) und Marie von Anhalt-Zerbst (1538–1563)
      1. Margareta Anastasia[10], (* 31. März 1584; † 5. März 1585; ▭ in der St. Nikolaikirche, Korbach)
      2. Christian[10][18], (* 25. Dezember 1585 in Eisenberg; † 31. Dezember 1637 auf Schloss Waldeck; ▭ in Netze); ⚭ (18. November 1604 in Wildungen) Gräfin Elisabeth von Nassau-Siegen (* 8. November 1584 auf Schloss Dillenburg; † 26. Juli 1661 in Landau; ▭ in Netze), Tochter von Graf Johann VII. von Nassau-Siegen (1561–1623) und Magdalena von Waldeck-Wildungen (–); Nachkommen siehe hier
      3. Juliane[10], (* 11. April 1587 in Arolsen; † 28. Februar 1622 auf Schloss Erbach; ▭ in Michelstadt); ⚭ (2. März 1606 in Erbach) Graf Ludwig I. von Erbach-Erbach (* 1579; † 1643), (⚭ II: (29. Mai 1624) Gräfin Johannette zu Sayn und Wittgenstein (* 24. Juli 1604; † 13. Juni 1666 in Erbach), Tochter von Graf Wilhelm II. von Sayn und Wittgenstein-Hachenburg (1569–1623) und Gräfin Anna Elisabeth von Sayn (1572–1608)), Sohn von Graf Georg III. von Erbach-Erbach (1548–1605) und Gräfin Anna von Solms-Laubach (1557–1586)
      4. Wolrad IV.[10], (* 7. Juli 1588 auf Schloss Eisenberg; † 6. Oktober 1640 in Arolsen; ▭ in der St. Nikolaikirche, Korbach); ⚭ (8. September 1607 in Durlach) Markgräfin Anna von Baden-Durlach, Erbin der Herrschaft Cuylenburg, (* 13. Juni 1587 in Hochberg; † 11. März 1649; ▭ in der St. Nikolaikirche, Korbach), Tochter von Markgraf Jakob III. von Baden-Hachberg (1562–1590) und Elisabeth von Pallandt-Culemborg (1567–1620)
        1. Marie Elisabeth[10], (* 2. September 1608 auf Schloss Eisenberg; † 19. Februar 1643 in Basel; ▭ in der Schlosskirche Pforzheim); ⚭ (12. Januar 1634 auf der Karlsburg) Markgraf Friedrich V. von Baden-Durlach (* 6. Juli 1594 in Sulzburg; † 8. September 1659 auf der Karlsburg in Durlach; ▭ in der Schlosskirche Pforzheim), (⚭ I: (21. Dezember 1616) Barbara von Württemberg (* 4. Dezember 1593; † 8. Mai 1627), Tochter von Herzog Friedrich I. von Württemberg (1557–1608) und Sibylla von Anhalt (1564–1614)), Sohn von Markgraf Georg Friedrich von Baden-Durlach (1573–1638) und Juliana Ursula von Salm-Neufville (1572–1614)
        2. Josias-Florent[10], (* 23. Juli 1612 in Arolsen; † 1. Februar 1613 in Eilhausen; ▭ in der St. Nikolaikirche, Korbach)
        3. Philipp Theodor[10][19], Graf von Waldeck-Eisenberg und Arolsen, Culemborg, Herr zu Wittem, Schalkwijk, Pallandt und Werth (1640), (* 2. November 1614 in Arolsen; † 7. Dezember 1645 in Korbach; ▭ 1646 in der St. Nikolaikirche, ebenda); ⚭ (25. August 1639 in Culemborg) Gräfin Maria Magdalena von Nassau-Siegen (* 21. Oktober 1622 in Siegen; † (20./30.) August 1647 in Spa; ▭ in der St. Nikolaikirche, Korbach), Tochter von Graf Wilhelm von Nassau-Hilchenbach (1592–1642) und Christina von Erbach-Erbach (1596–1646)
          1. Amalia Katharina[19], Elekta vom Kloster Schaaken (1651), (* 8. August 1640 in Culemborg; † 4. Januar 1697 ebenda); ⚭ (26. Dezember 1664 in Arolsen) Graf Georg Ludwig I. von Erbach-Erbach (* (3./8.) Mai 1643 in Fürstenau; † 5. April 1693 in Arolsen), Sohn von Graf Georg Albrecht I. zu Erbach, Herr zu Breuberg, (1597–1647) und Gräfin Elisabeth Dorothea zu Hohenlohe-Schillingsfürst (1617–1655)
          2. Heinrich Wolrad[19], (1642–1664); ⚭ () Gräfin Juliane Elisabeth von Waldeck-Wildungen (* 1637; † 1707), Tochter von Philipp VI. von Waldeck-Wildungen (* 1613; † 1645)
          3. Floris Wilhelm[19], (* 12. August 1643 in Culemborg; † 12. August 1646 ebenda)

        4. Johann Ludwig[10], (* (20./30.) November 1616 in Arolsen; ⚔ (17./27.) August 1638 in Wouw bei Bergen op Zoom; ▭ in der „Groote Kerk“, Culemborg)
        5. Georg Friedrich[10][19], (17. Juni 1682 in Laxburg) Erhebung in den Reichsfürstenstand durch Kaiser Leopold I. als HRR Fürst zu Waldeck, Pyrmont und Culemborg, Freiherr zu Pallandt, Wittem und Werth, Einführung in den Reichsfürstenrat (16. November 1686), (* 31. Januar 1620 im Residenzschloss Arolsen; † 19. November 1692 ebenda; ▭ in der St. Nikolaikirche, Korbach); ⚭ (29. November 1643 in Cuylenburg) Gräfin Elisabeth Charlotte von Nassau-Hilchenbach (* 11. März 1626 in Emmerich; † 16. November 1694 in Culemborg; ▭ in der St. Nikolaikirche, Korbach), Tochter von Graf Wilhelm von Nassau-Hilchenbach (1592–1642) und Christina von Erbach-Erbach (1596–1646)
          1. Wolrad Christian[19], (* 4. April 1645 in Culemborg; † 2. August 1645 ebenda)
          2. Friedrich Wilhelm[19] (* 23. Februar 1649 in Arolsen; † 15. März 1651 ebenda; ▭ in der St. Nikolai (Korbach)|St. Nikolaikirche in Korbach)
          3. Karl Wilhelm[19] (* 21. Juni 1650 in Arolsen; † 17. April 1653 in Berlin; ▭ in der St. Nikolaikirche in Korbach)
          4. Luise Anna[19] (* 1653; † 1714); ⚭ () Graf Georg IV. von Erbach-Fürstenau (* 1646; † 1678)
          5. Charlotte Amalie[19] (* 20. Oktober 1654 in Arolsen; † 11. Juni 1657 in Königsberg; ▭ in der St. Nikolaikirche in Korbach)
          6. Friedrich Wilhelm[19] (* 3. November 1657 in Arolsen; † 21. November 1670 in Erbach; ▭ 1671 in der St. Nikolaikirche in Korbach)
          7. Karl Gustav[19] (* 28. Februar 1659 in Frankfurt am Main; † 24. Juni 1678 auf dem Flusse Leck)
          8. Sophie Henriette[19] (* 3. August 1662 in Arolsen; † 15. Oktober 1702 in Erbach; ▭ in Hildburghausen); ⚭ (30. November 1680 in Arolsen) Herzog Ernst von Sachsen-Hildburghausen (* 12. Juli 1655 in Gotha; † 17. Oktober 1715 in Hildburghausen), Sohn von Herzog Ernst I. von Sachsen-Gotha (1601–1675) und Elisabeth Sophia von Sachsen-Altenburg (1619–1680)
          9. Albertine Elisabeth[19] (* 9. Februar 1664 in Arolsen; † 1. November 1727 in Michelstadt; ▭ ebenda); ⚭ (16. Januar 1706 in Erbach) Graf Philipp Ludwig von Erbach-Erbach (* 10. Juni 1669 in Erbach; † 17. Juni 1720 in Coburg), Sohn von Graf Georg Ludwig I. von Erbach-Erbach (1643–1693) und Gräfin Amalie Katharina von Waldeck-Eisenberg (1640–1697)

        6. Jakob[10], (* 2. Mai 1621 in Arolsen; ⚔ 2. Juni 1645 bei Walbeck; ▭ in Culemborg)
        7. Christian[10], (* 17. März 1623 in Arolsen; † 21. Oktober 1623 ebenda; ▭ in Mengeringhausen)
        8. Anne Juliane[10], (* 15. Januar 1624 in Arolsen; † 20. August 1624; ▭ in der St. Nikolaikirche in Korbach)
        9. Wolrad V.[10], kurbrandenburgischer Generalmajor, (* 25. November 1625 in Arolsen; † 29. Januar 1657 bei Bartenstein, an den Pocken; ▭ in der St. Nikolaikirche in Korbach)
        10. Charlotte[10], (* 4. Februar 1629 in Arolsen; † 3. Juli 1629 ebenda)

    7. Adelheid Walpurga[10], (* 11. September 1555 auf Schloss Eisenberg; † 17. Juni 1570 ebenda; ▭ in der St. Kilian Kirche, Korbach)
    8. Amalie[10], (* 28. Februar 1558 in Eilhausen; † 18. März 1562 auf Schloss Eisenberg)
    9. Johann Günther[10], (* 13. Juli 1559 auf Schloss Eisenberg; † 19. November 1550 ebenda; ▭ in der St. Kilian Kirche, Korbach)
    10. Guda (Jutta)[10], (* 12. November 1560 in Eisenberg; † 23. Mai 1621 im Oberschloss, Greiz; ▭ 28. Juni 1621 in Greiz); ⚭ (28. Mai 1583 in Eisenberg) Heinrich XVII. „der Ältere“ Reuß von Plauen (* 25. Juli 1561 in Glauchau; †† 8. Februar 1607 im Oberschloss, Greiz; ▭ 11. März 1607 in Greiz), Sohn von Heinrich XV. „der Mittlere“ Reuß von Plauen (1525–1578) und Gräfin Maria Salome von Oettingen-Oettingen (1535–1603)
    11. Magdalena Lucia[10], (* 16. Februar 1562 in Einsenberg; † 1. April 1621 in Arolsen; ▭ in der Stadtkirche Mengeringhausen)
    12. Wolrad (III.)[10], (* 16. Juni 1563 in Waldeck; ⚔ 12. November 1587 in der Schlacht bei Auneau, Beauce)
    13. Katherina Anastasia[10], (* 20. März 1566 in Eisenberg; † 8. Februar 1635 in Arolsen, geistig verwirrt; ▭ in der Stadtkirche Mengeringhausen); ⚭ (18. Oktober 1585) Graf Wolfgang III. (II.) von Löwenstein-Scharfeneck (* 19. August 1555; † 28. November 1596 in Landau; ▭ in der Stadtkirche ebenda), Sohn von Graf Wolfgang II. (I.) von Löwenstein (1527–1571) und Rosalia von Hewen (1530–1581)

  4. [I] Erika[10], (* 19. März 1511; † 8. Oktober 1560 in Schleiden); ⚭ I: (1526) Graf Eberhard IV. von der Mark, Graf von Arenberg, (* (vor 1479); † 22. November 1531 in Brüssel), (⚭ I: () Margarete von Horn, Dame de Bocket, († 30. August 1522), Tochter von Jacob II. von Horn (um 1450–1530) und Johanna von Brügge (–1502)), Sohn von Graf Eberhard III. von der Mark (–1496) und Marguerite de Bouchout (–(1476)); ⚭ II: (3. Februar 1532) Graf Dietrich V. von Manderscheid-Virneburg (* 30. März 1508 in Kerpen; † 22. April 1560 in Schleiden), Sohn von Graf Dietrich IV. von Manderscheid-Schleiden (1481–1551) und Margareta von Sombreffe (1489–1518)
  5. [II] Philipp V.[10][20], immatrikuliert in Köln (1534–1536), immatrikuliert in Marburg (1537), Domherr und Kanoniker vom Stift St. Viktor vor Mainz (1530), Kanoniker von St. Gereon zu Köln (1544–1558), Domherr zu Köln (1550), Domherr zu Straßburg (1552–1567), (* 1519/1520; † 5. März 1584 auf Schloss Hückeswagen; ▭ in der Pfarrkirche ebenda); ⚭ (27. Juni 1576 in Hückeswagen) Elisabeth von Elsen († 12. Juni 1584 in Hückeswagen; ▭ ebenda)
  6. [II] Johann I.[10], Stifter der „neueren Landauer Linie“, erloschen 1597, immatrikuliert in Marburg (1537), Domherr zu Köln (1535–vor 1550) resigniert, Augsburger Bekenntnis, (* 1521/1522; † 9. April 1567 auf Schloss Landau; ▭ in der Stadtkirche Mengeringhausen); ⚭ (1. Oktober 1550 in Detmold) Anna zur Lippe (* (1529); † 24. November 1590 in Arolsen; ▭ in der Stadtkirche Mengeringhausen), Tochter von Simon V. zur Lippe (1471–1536) und Gräfin Magdalena von Mansfeld-Mittelort (1509/1510–1540)
    1. Philipp VI. (V.)[10], immatrikuliert in Marburg (–1569), Domherr zu Straßburg (1567), Graf von Waldeck zu Landau (1567), (* 4. Oktober 1551; † 9. November 1579 in Darmstadt; ▭ in der Stadtkirche ebenda)
    2. Franz III.[10], immatrikuliert in Marburg (–1569), (* 27. Juni 1553 auf Schloss Cloppenburg; †† 12. März 1597 auf Schloss Landau; ▭ in der Stadtkirche Mengeringhausen); ⚭ (9. Dezember 1582 in Arolsen) Walpurgis von Plesse (* 15. Juni 1563; † 24. März 1602 in Landau; ▭ in der Stadtkirche Mengeringhausen), Tochter von Christoph von Plesse (1535–1567) und Gräfin Margareta von Gleichen-Remda (–1570)
→ Neuere Stammlinie Landau im Mannesstamm erloschen – Das Erbe fiel an die Linie zu Waldeck-Eisenberg
    3. Simon[10], (* und † (1554))
    4. Anastasia[10], (* 5. Januar 1555; † 19. April 1582); ⚭ (2. März 1579) Graf Friedrich II. von Diepholz, (* 6. Januar 1556 in Lemförde; † 21. September 1585 ebenda; ▭ in der St. Marien-Kirche, Mariendrebber), Sohn von Rudolf IX. von Diepholz (1524–1560) und Gräfin Margareta von Hoya (1527–1596)
    5. Johannes[10], (* 1557; † jung)
    6. Margaretha[10], (* 1559; † 20. Oktober 1580; ▭ in der Stadtkirche Niederwildungen); ⚭ (15. Dezember 1578 in Altenwildungen) Graf Günther von Waldeck-Wildungen (* 1557; † 23. Mai 1585 in Altenwildungen)
    7. Bernhard[10], Domherr zu Strassburg (–1585), Domherr zu Köln (1575–1591), Postulant (1585), Bischof von Osnabrück (1586–1591), (* 1561; † 10. März 1591 in Iburg; ▭ in der Klosterkirche ebenda)
    8. Agnes[10], (* (1563); † 13. Mai 1576 in Landau)

  7. [II] Katharina[10], (* (1524); † 18. Juni 1583; ▭ in Blomberg); ⚭ (8. Mai 1550) Graf Bernhard VIII. zur Lippe (* 6. Dezember 1527 in Detmold; † 15. April 1563 ebenda; ▭ in Blomberg), Sohn von Simon V. zur Lippe (1471–1536) und Gräfin Magdalena von Mansfeld-Mittelort (1509/1510–1540)
  8. [II] Franz II.[21], Domherr zu Köln (1549), (* (1526); † 29. Juli 1574 in Beyenburg); ⚭ (1563) Maria Gogreve († (1580); ▭ in Lüttringhausen), Tochter von Johann Ghogreff (um 1499–1554) und Agnes von Binsfeld (–um 1598/1602)
  9. [II] Elisabeth[10], (* (1528); † jung)
4. [I] Klara[10], (* 30. August 1487 in Waldeck)
5. [I] Elisabeth[10], (* 16. Juni 1489 in Waldeck)
6. [I] Franz[10][22], immatrikuliert in Erfurt (1506–1508), immatrikuliert in Leipzig (1510), Domherr und Kanoniker vom Stift St. Viktor vor Mainz (1518–1532), Domherr zu Trier und Paderborn (1521), Domherr zu Köln (1510–1528), Propst von St. Alexander in Einbeck (1523–1532), Administrator von Minden (1529–1553), Priesterweihe (1540), Bischof von Münster und Osnabrück (1532–1553), (* (1491) auf der Burg Sparrenberg; † 15. Juli 1553 auf Burg Wolbeck; ▭ im Münsteraner Dom), Nachkommen siehe hier

## Die Grafen von Waldeck – Wildunger Linie, Reichsfürsten 1712
Christian, (* 25. Dezember 1585 in Eisenberg; † 31. Dezember 1637 auf Schloss Waldeck; ▭ in Netze); ⚭ (18. November 1604 in Wildungen) Gräfin Elisabeth von Nassau-Siegen (* 8. November 1584 auf Schloss Dillenburg; † 26. Juli 1661 in Landau; ▭ in Netze), Tochter von Graf Johann VII. von Nassau-Siegen (1561–1623) und Magdalena von Waldeck-Wildungen (–); Sie hatten folgende Nachkommen:
1. Maria Magdalena[18], Äbtissin vom Kloster Schaaken (1618), (* 27. April 1606 in Wildungen; † 28. Mai 1671 in Schwalenberg); ⚭ (27. April 1623) Graf Simon VII. zur Lippe (* 30. Dezember 1587 auf Schloss Brake bei Lemgo; † 26. März 1627 in Detmold), (⚭ I: (1607) Gräfin Anna Katharina von Nassau-Wiesbaden-Idstein, (* 1590; † 1622), Tochter von Graf Johann Ludwig von Nassau-Wiesbaden-Idstein (1567–1596) und Maria von Nassau-Dillenburg (1568–1625)), Sohn von Graf Simon VI. zur Lippe (1554–1613) und Elisabeth von Schauenburg und Holstein (1566–1638)
2. Sofie Juliane[18], (* 1. April 1607 in Wildungen; † 15. September 1637 in Ziegenhain; ▭ in der Kirche St. Martin, Kassel); ⚭ (31. Dezember 1633 in Waldeck) Landgraf Hermann IV. von Hessen-Rotenburg (* 15. August 1607 in Kassel; † 25. März 1658 in Rotenburg an der Fulda; ▭ in der Stiftskirche St. Maria und Elisabeth, ebenda), (⚭ II: (2. Januar 1642 in Weimar) Fürstin Kunigunde Juliane von Anhalt-Dessau (* 17. Februar 1608; † 26. September 1683), Tochter von Fürst Johann Georg I. von Anhalt-Dessau (1567–1618) und Dorothea von Pfalz-Simmern (1581–1631)), Sohn von Landgraf Moritz von Hessen-Kassel (1572–1632) und Juliane von Nassau-Dillenburg (1587–1643)
3. Anna Auguste[18], Äbtissin vom Kloster Schaaken (1620–1627), Kanonissin im Stift Gandersheim (1625–1627), (* 31. März 1608 in Landau; † 27. Mai 1658 in Wittgenstein); ⚭ (30. Juni 1627 in Wittgenstein) Graf Johann VIII. zu Sayn-Wittgenstein-Wittgenstein (* 14. Oktober 1601; † 2. April 1657 in Wittgenstein), Sohn von Graf Ludwig II. zu Sayn-Wittgenstein in Wittgenstein (1571–1634) und Juliane von Solms-Braunfels (1578–1630)
4. Elisabeth[18], (* 25. April 1610 in Wildungen; † 29. Mai 1647 in Osnabrück); ⚭ ((26./28.) Oktober 1634 auf Schloss Waldeck) Graf Wilhelm Wirich von Daun-Falkenstein, Herr von Broich und Bürgel, (* 1. Juni 1613; †† 26. August 1682), (⚭ II: (1663) Agnes Katharina von Limburg-Stirum (* 1629; † 27. Dezember 1686), Tochter von Graf Bernhard Albrecht von Limburg-Stirum (1597–1637) und Gräfin Anna Maria von dem Bergh (1600–1653)), Sohn von Graf Johann Adolf von Daun-Falkenstein (1582–1623) und Gräfin Anna Maria von Nassau-Siegen (1589–1620)
5. Moritz[18], (* 15. August 1611 in Waldeck; † 1. März 1617 ebenda)
6. Katharina[18], (* 20. Oktober 1612; † 24. November 1649 in Köln; ▭ (1653) in der St. Nicolai Kirche, Lemgo); ⚭ I: (19. Juni 1631 auf Schloss Wildungen) Graf Simon Ludwig zur Lippe (* 14. März 1610 in Brake; † 8. August 1636 in Detmold an Pocken; ▭ in Blomberg), Sohn von Graf Simon VII. zur Lippe (1587–1627) und Anna Katharina von Nassau-Wiesbaden (1590–1622); ⚭ II: (15. November 1643 in Lemgo) Herzog Philipp Ludwig von Schleswig-Holstein-Sonderburg (* 27. Oktober 1620 in Beck; † 10. März 1689 in Schneeberg), (⚭ II: (5. Mai 1650 in Homburg) Anna Margarete von Hessen-Homburg (* 31. August 1629 in Homburg vor der Höhe; † 3. August 1686 in Oberkotzau), Tochter von Landgraf Friedrich I. von Hessen-Homburg (1585–1638) und Margarete Elisabeth (1604–1667); ⚭ III: (26. Juli 1688 in Greiz) Grafin Magdalene Christiane Reuß von Plauen zu Obergreiz (* 3. August 1652 im Oberschloss, Greiz; † 18. Dezember 1697 in Dölau; ▭ 11. Januar 1698 in Greiz), Tochter von Graf Heinrich I. Reuß von Plauen, Herr und Graf zu Obergreiz, (1627–1681) und Burggräfin Sibylle Magdalene von Kirchberg (1624–1667)), Sohn von Herzog Alexander von Schleswig-Holstein-Sonderburg (1573–1627) und Dorothea von Schwarzburg-Sondershausen (1579–1639)
7. Philipp VII.[18], immatrikuliert in Marburg (1626), Graf von Waldeck zu Wildungen (1638), Herr zu Tonna (1640), (* 25. November 1613 in Alt-Wildungen; ⚔ 24. Februar 1645 in Tábor, Böhmen; ▭ in Netze); ⚭ (26. Oktober 1634 in Frankfurt am Main) Gräfin Anna Katharina von Sayn-Wittgenstein (* 2. Juli 1610 in Simmern; † 3. September 1690 in Kleinern), Tochter von Graf Ludwig II. von Sayn-Wittgenstein (1571–1634) und Gräfin Juliana von Solms-Braunfels (1578–(1630/1634))
  1. Christian Ludwig[18], minorenn (–1660), Graf von Waldeck (1645), in Wildungen (1668), in Landau (1669), in Rappoltsweiler, Hohnack und Geroldseck am Wasichen (1672), Herr zu Tonna (–1677), in Eisenberg und Pyrmont (1692), kaiserlicher Reichshofrat, Generalfeldwachtmeister und Obrist zu Fuß, (* 29. Juli 1635 in Waldeck; † 12. Dezember 1706 in Landau; ▭ in der St. Kilian Kirche, Korbach); ⚭ I: (2. Juli 1658) Gräfin Anna Elisabeth von Rappoltstein (* 7. März 1644 in Rappoltsweiler; † 6. Dezember 1676 in Landau; ▭ in der St. Kilian Kirche, Korbach), Tochter von Graf Georg Friedrich von Rappoltstein (1594–1651) und Gräfin Elisabeth Charlotte zu Solms-Sonnenwalde und Pouch (1621–1666); ⚭ II: (6. Juni 1680 in Idstein) Gräfin Johanna (Johanetta) von Nassau-Saarbrücken-Idstein (* 14. September 1657 in Idstein; † 14. März 1733 in Landau; ▭ in der St. Kilian Kirche, Korbach), Tochter von Graf Johann von Nassau-Saarbrücken-Idstein (1603–1677) und Gräfin Anna von Leiningen-Dagsburg-Falkenburg (1625–1668)
    1. [I] Charlotte Elisabeth[18], (* 1. Oktober 1659 in Waldeck; † 22. März 1660)
    2. [I] Dorothea Elisabeth[18], Äbtissin im Kloster Schaaken (1679–1691), (* 6. Juli 1661 in Waldeck; † 23. Juli 1702 in Brake; ▭ in Barentrup); ⚭ (4. November 1691 in Kleinern) Graf Rudolf zur Lippe-Brake (* 10. Mai 1664 in Brake; † 27. Oktober 1707 ebenda; ▭ 1707 ebenda), Sohn von Graf Kasimir zur Lippe-Brake (1627–1700) und Gräfin Anna Amalia von Sayn und Wittgenstein (1641–1685)
    3. [I] Georg Friedrich[18], (* 21. Juni 1663 in Kleinern; † 28. April 1686 in Landau; ▭ in Netze)
    4. [I] Heinrich Wolrad[18], Oberst der Serenissima, (* 3. April 1665 in Waldeck; ⚔ (25./31.) August 1688 vor Negroponte; ▭ in Wildungen)
    5. [I] Charlotte Sofie[18], Äbtissin im Kloster Schaaken (1692–1707), (* 18. Januar 1667 in Kleinern; † 6. September 1723 in Glaucha; ▭ auf dem St. Georgenkirchhof, ebenda); ⚭ (30. Mai 1707) Dr. Johann Junker, Arzt am Waisenhaus, (* 3. Juni 1680; † 25. Oktober 1759 in Halle)
    6. [I] Alexandrine Henriette[18], (* 17. Juli 1668 in Waldeck; † 10. September 1668; ▭ in Netze)
    7. [I] Christiane Magdalene[18], Äbtissin im Kloster Schaaken, (* 30. Juni 1669 in Kleinern; † 18. März 1699 in Hildburghausen, an den Blattern)
    8. [I] Elenore Katharine[18], (* 5. August 1670 in Kleinern; † 12. September 1717 in Minden; ▭ in Netze)
    9. [I] Eberhardine Luise[18], (* (7.) August 1671 in Waldeck; † 18. September 1727 in Luisenthal bei Arolsen; ▭ in Niederwildungen)
    10. [I] Friedrich Ludwig Karl[18], (* 8. Juli 1672 in Waldeck; † (19./29.) Mai 1694 auf Schloss Hellevoetsluis; ▭ in Netze)
    11. [I] Philipp Ernst[18], (* 26. August 1673 in Waldeck; † 27. Juni 1695 ebenda; ▭ in Netze)
    12. [I] Karl[18], (* 1674)
    13. [I] Wilhelm August[18], (* 5. September 1675 in Waldeck; † 28. August 1676 ebenda; ▭ in Netze)
    14.  [I] Friedrich Anton Ulrich[18][23], Graf von Waldeck (1706), Erhebung in den Reichsfürstenstand durch Kaiser Karl VI. (am 6. Januar 1712 in Wien) mit dem Titel: „Hochgeboren“, „Unser Oheim“, Fürst zu Waldeck, Graf zu Pyrmont und Rappoltstein, (* 27. November 1676 in Landau; † 1. Januar 1728 in Pyrmont; ▭ in Netze); ⚭ (21. Oktober 1700 in Hanau) Pfalzgräfin Louise bei Rhein zu Birkenfeld-Bischweiler (* (18./28.) Oktober 1678 in Rappoltsweiler; † 3. Mai 1753 in Arolsen; ▭ ebenda), Tochter von Pfalzgraf Christian II. bei Rhein zu Birkenfeld, Herzog von Baiern, (1637–1717) und Gräfin Katharina Agathe von Rappoltstein (1648–1683), Nachkommen siehe hier
    15. [I] Marie Henriette[18], (* 27. November 1676 in Landau; † 8. Juli 1678; ▭ in Netze)
    16. [II] Ernst August Friedrich Kasimir[18], (* 21. Oktober 1681 in Kleinern; ⚔ 15. November 1703 in der Schlacht am Speyerbach; ▭ in Wildungen)
    17. [II] Ernst Heinrich Georg[18], zu Bergheim, (* 24. Mai 1683 in Kleinern; † 3. August 1736 in Wildungen; ▭ ebenda); ⚭ (8. Dezember 1712 in Dresden) Burggräfin und Gräfin Ulrike Eleonore Esperanca Anna zu Dohna-Carwinden (* (3./13.) April 1689 in Wien; † 6. Oktober 1760 in Bergheim; ▭ ebenda), Tochter von Burggraf und Graf Friedrich Christoph zu Dohna-Carwinden (1664–1727) und Burggräfin und Gräfin Louise Antoinette zu Dohna-Schlobitten ((1660)–1716)
    18. [II] Christine Eleonore Luise[18], Äbtissin im Kloster Schaaken, (* 11. April 1685 in Kleinern; † 7. Februar 1737 in Selbach)
    19. [II] Sofie Wilhelmine[18], Äbtissin im Kloster Schaaken, (* 6. Juni 1686 in Landau; † 23. August 1749)
    20. [II] Karl Christian Ludwig[18], kaiserlicher Generalfeldwachtmeister, (* 25. Dezember 1687; ⚔ 15. September 1734 bei Quistello, Italien; ▭ in der St. Kilian Kirche, Korbach)
    21. [II] Josias[18], (* 29. August 1689 in Kleinern; † 6. November 1693 ebenda)
    22. [II] Johann (Heinrich) Wolrad[18], (* 20. Mai 1691 in Landau; † 21. Juli 1691 ebenda; ▭ in Netze)
    23. [II] Henriette Albertine[18], (* 19. Januar 1695 in Kleinern; † 7. Dezember 1699 in Arolsen)
    24.  [II] Josias I.[18], Stifter der Linie Waldeck-Bergheim erloschen 1938, (* 20. August 1696 in Arolsen; † 2. Februar 1763 in Bergheim; ▭); ⚭ (27. Januar 1725 in Assenheim) Gräfin Dorothea Sophie Wilhelmine zu Solms-Rödelheim und Assenheim (* 28. Januar 1698 in Gaildorf; † 7. Februar 1774 in Bergheim), Tochter von Graf Ludwig Heinrich zu Solms-Rödelheim und Assenheim (1667–1728) und Gräfin Wilhelmina Christiana von Limpurg-Gaildorf (1679–1757). Nachkommen siehe hier
    25. [II] Charlotte Florentine[18], Äbtissin im Kloster Schaaken, (* 9. Oktober 1697 in Arolsen; † (9./10.) Mai 1777 in Fritzlar; ▭ in Niederwildungen)
    26. [II] Friedrich Wilhelm[18], (* 25. Mai 1699 in Arolsen; † 9. Januar 1718 in Idstein, an den Blattern; ▭ ebenda)

  2. Josias[18], (* (2./3.) Juli 1636 in Wildungen; ⚔ 8. August 1669 auf Kreta, bei der Belagerung von Chania; ▭ 7. April 1670 in der Stadtkirche Niederwildungen); ⚭ (26. Januar 1660 in Arolsen) Gräfin Wilhelmine Christine von Nassau-Siegen (〰 10. Juni 1629 in Heusden; † 22. Januar 1700 in Hildburghausen), Tochter von Graf Wilhelm von Nassau-Hilchenbach (1592–1642) und Christina von Erbach-Erbach (1596–1646)
    1. Eleonore Luise[18], (* 9. Juli 1661 in Arolsen; † 25. August 1661 ebenda)
    2. Wilhelm Philipp[18], (* 27. September 1662 in Arolsen; † 29. Dezember 1662 ebenda; ▭ in Niederwildungen)
    3. Charlotte Dorothea[18], (* 9. Oktober 1663 in Arolsen; † (9./10.) Oktober 1664 ebenda)
    4. Charlotte Johanna[18], (* 13. Dezember 1664 in Arolsen; † 1. Februar 1699 in Hildburghausen, an Kindsblattern; ▭ in Saalfeld); ⚭ (2. Dezember 1690 in Maastrich) Herzog Johann Ernst von Sachsen-Saalfeld (* 22. August 1658 in Gotha; † 17. Dezember 1729 in Saalfeld), Sohn von Herzog Ernst I. von Sachsen-Gotha (1601–1675) und Elisabeth Sophia von Sachsen-Altenburg (1619–1680)
      1. Franz Josias von Sachsen-Coburg-Saalfeld (* 25. September 1697 in Saalfeld; † 16. September 1764 in Rodach) ⚭ Anna Sophia von Schwarzburg-Rudolstadt (* 1700; † 1780)
        1. Ernst Friedrich von Sachsen-Coburg-Saalfeld (* 8. März 1724 in Saalfeld; † 26. August 1800 in Coburg) ⚭ Sophie Antoinette von Braunschweig-Wolfenbüttel-Bevern (* 24. Januar 1724 Wolfenbüttel; † 17. Mai 1802 Coburg)
          1. Franz Friedrich Anton von Sachsen-Coburg-Saalfeld (* 15. Juli 1750 im Schloss Ehrenburg, Coburg; † 9. Dezember 1806 in Coburg) ⚭ Auguste Caroline Sophie Reuß zu Ebersdorf  (* 19. Januar 1757 in Ebersdorf; † 16. November 1831 in Coburg)
            1. Marie Louise Victoire von Sachsen-Coburg-Saalfeld (* 17. August 1786 in Coburg; † 16. März 1861 in Frogmore House, Windsor) ⚭ Edward Augustus, Duke of Kent and Strathearn (* 2. November 1767 in London; † 23. Januar 1820 in Sidmouth, Devon)
              1. Alexandrina Victoria of Kent (* 24. Mai 1819 in London; † 22. Januar 1901 in Osborne House, Isle of Wight) ⚭ Albert von Sachsen-Coburg und Gotha (* 26. August 1819 auf Schloss Rosenau, Herzogtum Sachsen-Coburg-Saalfeld; † 14. Dezember 1861 auf Windsor Castle, Berkshire)
                1. Edward VII. (* 9. November 1841 im Buckingham Palace, London; † 6. Mai 1910 ebenda) ⚭ Alexandra Caroline Marie Charlotte Louise Julia von Dänemark (* 1. Dezember 1844 im Gelben Palast, Kopenhagen; † 20. November 1925 in Sandringham House, Norfolk)
                  1. George V. (* 3. Juni 1865 in Marlborough House, City of Westminster, London; † 20. Januar 1936 in Sandringham House, Norfolk) ⚭ Maria von Teck (* 26. Mai 1867 im Kensington Palace, London; † 24. März 1953 in Marlborough House, London)
                    1. George VI. (* 14. Dezember 1895 in York Cottage, Sandringham, Norfolk; † 6. Februar 1952 in Sandringham House, ebenda) ⚭ Elizabeth (* 4. August 1900 in London; † 30. März 2002 in der Royal Lodge)
                      1. Elisabeth II. (* 21. April 1926 als Elizabeth Alexandra Mary in Mayfair, London; † 8. September 2022 auf Balmoral Castle, Aberdeenshire) ⚭ Philipp von Griechenland und Dänemark (* 10. Juni 1921 im Schloss Mon Repos auf Korfu, Königreich Griechenland; † 9. April 2021 auf Windsor Castle, Windsor, Vereinigtes Königreich)
                        1. Charles Philip Arthur George, König des Vereinigten Königreichs Großbritannien und Nordirland sowie von 14 weiteren, als Commonwealth Realms bezeichneten souveränen Staaten einschließlich ihrer Territorien und abhängigen Gebiete (* 14. November 1948 im Buckingham Palace in London)

    5. Sophie Wilhelmine[18], (* 24. September 1666 in Arolsen; † 13. Februar 1668)
    6. Maximilian Friedrich[18], (* 25. April 1668 in Arolsen; † (26.) September 1668)
    7. Wilhelm Gustav[18], (* 25. April 1668 in Arolsen; † 21. Mai 1669 ebenda)

  3. Juliane Elisabeth[18], (* 1. August 1637; † 20. Mai 1707 in Reinhardshausen); ⚭ (27. Januar 1660 in Arolsen) Graf Heinrich Wolrad von Waldeck-Eisenberg (* 28. März 1642 in Culenburg; † 15. Juli 1664 in Graz), Sohn von Graf Philipp Theodor von Waldeck-Eisenberg (1614–1645) und Gräfin Maria Magdalena von Nassau-Siegen (1622–1647)
  4. Anna Sophie[18], (* 1. Januar 1639 in Waldeck; † 3. Oktober 1646)
  5. Johanna[18], (* 30. September 1639 in Waldeck; † 2. Oktober 1639 ebenda)
  6. Philippine[18], (* 5. November 1643; † 3. August 1644)
8. Christiane[18], (* 28. Dezember 1614; † 7. Mai 1679 in Homburg); ⚭ (11. September 1642 in Waldeck) Graf Ernst zu Sayn-Wittgenstein-Homburg (* (29. März/8. April) 1599; † 10. März 1649 auf Schloss Homburg), (⚭ I: () Elisabeth zu Sayn und Wittgenstein († 8. Dezember 1641), Tochter von Graf Ludwig II. zu Sayn-Wittgenstein-Wittgenstein (1571–1634) und Gräfin Juliana von Solms-Braunfels (1578–(1630/1634))), Sohn von Graf Georg II. zu Sayn-Wittgenstein-Berleburg (1565–1631) und Elisabeth von Nassau-Weilburg (1572–1607)
9. Dorothea[18], Kanonissin und Dechantin im Stift Gandersheim und Äbtissin im Kloster Schaaken (1634), (* 25. Februar 1617; † nach 1669); ⚭ (26. November 1641 in Falkenstein) Graf Emich XIII. von Leiningen-Dagsburg-Falkenburg-Heidesheim (* 12. Juni 1612; † (1658/1. März 1657)), Sohn von Graf Johann Ludwig von Leiningen-Dagsburg-Falkenburg (1579–1625) und Gräfin Maria Barbara von Sulz (1588–1625)
10. Agnes[18], Äbtissin vom Kloster Schaaken (1644–1651), (* 1. März 1618; † 29. November 1651 auf der Emichsburg); ⚭ (5. Februar 1651 in Waldeck) Graf Johann Philipp III. von Leiningen-Dagsburg-Hartenburg-Emichsburg (* 19. Februar 1622; † 19. Februar 1666), (⚭ II: ((1658)) Elisabeth Charlotte zu Solms-Sonnenwalde und Pouch (* 1621; † 17. Januar 1666), Tochter von Heinrich Wilhelm I. zu Solms-Sonnenwalde und Pouch (1583–(1631/1632/1661/1662)) und Maria Magdalena von Oettingen-Oettingen (1600–1636)), Sohn von Graf Johann Philipp II. von Leiningen-Dagsburg-Hardenburg (1588–1643) und Gräfin Elisabeth von Leiningen-Dagsburg-Falkenburg (1586–1623)
11. Sibylle[18], (* 25. Mai 1619; † 30. September 1678 auf der Hardenburg); ⚭ ((17./27.) Juni 1644 auf der Hardenburg) Graf Friedrich Emich von Leiningen-Dagsburg-Hardenburg (* 9. Februar 1621; † 26. Juli 1698), Sohn von Graf Johann Philipp II. von Leiningen-Dagsburg-Hardenburg (1588–1643) und Gräfin Elisabeth von Leiningen-Dagsburg-Falkenburg (1586–1623)
12. Johann August[18], (* 6. Juni 1620 in Waldeck; † 20. Mai 1636 an der Pest)
13. Gabriel[18], (* 1. Juli 1621 in Waldeck; † 6. Januar 1624 ebenda)
14. Johann II.[18], in Landau, schwedischer Generalmajor, (* 7. November 1623 in Waldeck; † 10. Oktober 1668 in Landau, an Wassersucht; ▭ ebenda); ⚭ I: ((17./27.) Dezember 1644 in Warendorf) Gräfin Alexandrine Marie von Vehlen-Meggen († 10. Juli 1656 in Thorn; ▭ in der St.-Johann-Kirche ebenda), (⚭ I: (1642 in Köln) Graf Emich von Daun-Falkenstein (* um 1614; † 1642); Sohn von Johann Adolf von Daun-Falkenstein und Limburg (1582–1623) und Anna Maria von Nassau-Siegen (1589–1620)), Tochter von Graf Alexander II. von Velen-Meggen, Freiherr zu Raesfeld, (1599–1675) und Gräfin Maria Alexandrina von Huyn-Geleen (1594–1654); ⚭ II: (10. November 1667) Landgräfin Henriette Dorothea von Hessen-Darmstadt (* 14. Oktober 1641 in Darmstadt; † 22. Dezember 1672 in Landau; ▭ ebenda), Tochter von Landgraf Georg II. von Hessen-Darmstadt (1605–1661) und Herzogin Sophia Eleonore von Sachsen (1609–1671)
15. (Sybille) Luise[18], (* 28. Januar 1625 in Waldeck; † 4. Oktober 1665); ⚭ ((13. Juni 1647)) Freiherr Jobst Gerhard von Efferen genannt Hall (* (1625); † (5. November 1670/19. Dezember 1673)), (⚭ II: () Anna Amalia von Bentheim-Bentheim (* um 1650; † (8. Mai 1668/4. August 1667)), Tochter von Graf Arnold Jobst von Bentheim-Bentheim (1580–1643) und Anna Amalie zu Ysenburg-Büdingen (1591–1667)), Sohn von Adolf Dietrich von Efferen genannt Hall ((1595)–1631) und Catharina von Goer ((1600)–1670)

## Die Fürsten zu Waldeck-Pyrmont 1728–1918
Friedrich Anton Ulrich, Graf von Waldeck (1706), Erhebung in den Reichsfürstenstand durch Kaiser Karl VI. (am 6. Januar 1712 in Wien) mit dem Titel: „Hochgeboren“, „Unser Oheim“, Fürst zu Waldeck, Graf zu Pyrmont und Rappoltstein, (* 27. November 1676 in Landau; † 1. Januar 1728 in Pyrmont; ▭ in Netze); ⚭ (21. Oktober 1700 in Hanau) Pfalzgräfin Louise bei Rhein zu Birkenfeld-Bischweiler (* (18./28.) Oktober 1678 in Rappoltsweiler; † 3. Mai 1753 in Arolsen; ▭ ebenda), Tochter von Pfalzgraf Christian II. bei Rhein zu Birkenfeld, Herzog von Baiern, (1637–1717) und Gräfin Katharina Agathe von Rappoltstein (1648–1683)
1. Christian Philipp[23], Fürst zu Waldeck (1728), (* 13. Oktober 1701 in Kleinern; † 17. Mai 1728 in Mannheim, an Blattern)
2. Friederike Magdalene[23], (* 10. November 1702 in Kleinern; † 4. Dezember 1713 auf Schloss Friedrichstein)
3. Henriette[23], Äbtissin im Kloster Schaaken, (* 17. Oktober 1703 in Arolsen; † 29. August 1785 ebenda)
4. Karl August Friedrich[23], Fürst zu Waldeck, (* (24./25.) September 1704 in Hanau; † 29. August 1763 in Arolsen; ▭ in Wildungen); ⚭ (19. August 1741 in Zweibrücken) Pfalzgräfin Christine Henriette von Pfalz-Zweibrücken-Birkenfeld und Bischweiler (* 16. November 1725 in Rappoltsweiler; † 11. Februar 1816 in Arolsen; ▭ ebenda), Tochter von Pfalzgraf Christian III. von Pfalz-Zweibrücken, Herzog von Zweibrücken (1731), (1674–1735) und Karoline von Nassau-Saarbrücken (1704–1774)
  1. Karl Ludwig Christian[23], (* 18. Juli 1742 in Arolsen; † 24. November 1756 ebenda)
  2. Friedrich Karl August[23], minorenn (–1766), Fürst zu Waldeck (1763–1805), erhält 1803 eine Virilstimme im Reichsfürstenrat, Mitglied des Rheinbundes 18. April 1807, kaiserlich-königlich Oberstleutnant und Generalleutnant der Generalstaaten, (* 25. Oktober 1743; † 24. September 1812 in Arolsen; ▭ in Hagenburg zu Rhoden)
  3. Christian August[23], kaiserlich-königlich General der Kavallerie, (* 6. Dezember 1744 in Arolsen; † 25. August 1798 in Cintra; ▭ auf dem Friedhof der Engländer in Lissabon)
  4. Georg I.[23], Fürst von Pyrmont (1812), (* 6. Mai 1747 in Arolsen; † 9. September 1813 in Pyrmont, nach Sturz vom Pferd); ⚭ (12. September 1784 in Otterwisch) Prinzessin Albertine Charlotte Auguste von Schwarzburg-Sondershausen (* 1. Februar 1768 in Sondershausen; † 26. Dezember 1849 in Arolsen; ▭ in Hagenburg zu Rhoden), Tochter von Prinz August (II.) von Schwarzburg-Sondershausen (1738–1806) und Prinzessin Christine Elisabeth Albertine von Anhalt-Bernburg (1746–1823)
    1. Christiane Friedericke Auguste[23], Äbtissin im Kloster Schaaken (1795), (* 23. März 1787 in Weil; † 16. Januar 1806 in Rhoden; ▭ in Hagenburg zu Rhoden)
    2. Karl August Friedrich[23], (* 7. Juli 1788 in Weil; † 3. Oktober 1795 in Rhoden; ▭ in Hagenburg zu Rhoden)
    3. Georg II. Heinrich[23], Fürst von Pyrmont (1813), Mitglied des Deutschen Bundes (1815), (* 20. September 1789 in Weil am Rhein; † 15. Mai 1845 in Arolsen; ▭ in Hagenburg zu Rhoden); ⚭ (26. Juni 1823 auf Schloss Schaumburg) Prinzessin Emma von Anhalt-Bernburg-Schaumburg-Hoym, Regentin des Fürstentums Waldeck und Pyrmont (1845–1852), (* 20. Mai 1802 in Schaumburg; † 1. August 1858 in Pyrmont; ▭ in Hagenburg zu Rhoden), Tochter von Fürst Victor II. von Anhalt-Bernburg-Schaumburg-Hoym (1767–1812) und Prinzessin Amalie von Nassau-Weilburg (1776–1841)
      1. Auguste[23], Äbtissin im Kloster Schaaken (1842), (* 21. Juli 1824 in Arolsen; † 4. September 1893 auf Norderney; ▭ in der St.-Martini-Kirche, Stolberg); ⚭ (15. Juni 1848 in Arolsen) Fürst Alfred zu Stolberg-Stolberg (* 23. November 1820 in Stolberg; † 24. Januar 1903 in Rottleberode), Sohn von Graf Joseph Christian Ernst Ludwig zu Stolberg-Stolberg (1771–1839) und Gräfin Luise zu Stolberg-Stolberg (1799–1875)
      2. Joseph[23], (* 24. November 1825 in Arolsen; † 27. Januar 1829 ebenda; ▭ in Hagenburg zu Rhoden)
      3. Hermine[23], (* 29. September 1827 in Arolsen; † 16. Februar 1910 in Bückeburg); ⚭ (25. Oktober 1844 in Arolsen) Fürst Adolf I. Georg (Schaumburg-Lippe) (* 1. August 1817 in Bückeburg; † 8. Mai 1893 ebenda), Sohn von Fürst Georg Wilhelm zu Schaumburg-Lippe (1784–1860) und Ida Karoline Luise zu Waldeck-Pyrmont (1796–1869)
      4. Georg Viktor[23], minorenn (–1852), Fürst zu Waldeck und Pyrmont (1845), Herr zu Holzappel-Schaumburg, preußischer General der Infanterie, Akzessionsvertrag mit Preußen (1. Oktober 1867), Ritter des Schwarzen Adlerordens (1. Februar 1868), (* 14. Januar 1831 in Arolsen; † 12. Mai 1893 in Marienbad); ⚭ I: (26. September 1853 in Biebrich) Prinzessin Helene Wilhelmine Henriette von Nassau-Weilburg (* 12. August 1831 in Biebrich; † 27. Oktober 1888 in Pyrmont), Tochter von Herzog Wilhelm I. Georg August Heinrich Belgicus von Nassau (1792–1839) und Prinzessin Pauline von Württemberg (1810–1856); ⚭ II: (29. April 1891 in Louisenlund) Prinzessin Luise von Schleswig-Holstein-Sonderburg-Glücksburg (* 6. Januar 1858 in Kiel; † 2. Juli 1936 in Marburg), Tochter von Friedrich von Schleswig-Holstein-Sonderburg-Glücksburg (1814–1885) und Prinzessin Adelheid Christine zu Schaumburg-Lippe (1821–1899)
        1. [I] Sophie[23], (* 27. Juli 1854 in Arolsen; † 5. August 1869 in Torquay; ▭ in Hagenburg zu Rhoden)
        2. [I] Pauline[23], (* 19. Oktober 1855 in Arolsen; † 3. Juli 1927 in Wittgenstein); ⚭ (7. Mai 1881 in Arolsen) Fürst Alexis zu Bentheim und Steinfurt (* 17. November 1845 in Burgsteinfurt; † 21. Januar 1919 ebenda), Sohn von Fürst Ludwig zu Bentheim und Steinfurt (1812–1890) und Bertha Prinzessin zu Hessen-Philippsthal-Barchfeld (1818–1888)
        3. [I] Marie[23], (* 23. Mai 1857 in Arolsen; † 30. April 1882 in der Villa Marienwahl in Ludwigsburg; ▭ auf „Alter Friedhof“ ebenda); ⚭ (15. Februar 1877) Prinz Wilhelm von Württemberg, König von Württemberg (1891–1918), (* 25. Februar 1848 in Stuttgart; † 2. Oktober 1921 auf Schloss Bebenhausen), Sohn des Prinzen Friedrich Karl August von Württemberg (1808–1870) und Prinzessin Katharina von Württemberg (1821–1898)
        4. [I] Emma[23], Königin und Regentin der Niederlande (1890–1898), (* 2. August 1858 in Arolsen; † 20. März 1934 in Den Haag); ⚭ (7. Januar 1879 in Arolsen) König Wilhelm Alexander Paul Friedrich Ludwig von Oranien-Nassau, König der Niederlande (1849–1890), Prinz von Oranje-Nassau, Großherzog von Luxemburg, (* 19. Februar 1817 in Brüssel; † 23. November 1890 in Het Loo), (⚭ I: (18. Juni 1839) Prinzessin Sophie Friederike Mathilde von Württemberg (* 17. Juni 1818 in Stuttgart; † 3. Juni 1877 in Huis ten Bosch), Tochter von König Wilhelm I. von Württemberg (1781–1864) und Großfürstin Katharina Pawlowna Romanowa (1788–1819)), Sohn von Prinz Wilhelm Friedrich Georg Ludwig von Oranien-Nassau (1792–1849) und Großfürstin Anna Pawlowna (1795–1865)
        5. [I] Helene[23], (* 17. Februar 1861 in Arolsen; † 1. September 1922 in Hinterriß; ▭ ebenda); ⚭ (27. April 1882 auf Schloss Windsor) Prinz Leopold George Duncan Albert von Großbritannien und Irland, 1. Herzog von Albany (1853–1884), (* 7. April 1853 im Buckingham Palace, London; 〰 28. Juni 1853; † 28. März 1884 in Cannes, Sturz vom Pferd; ▭ in der St. George Kapelle auf Schloss Windsor), Sohn von Prinz Franz Albrecht August Karl Emanuel von Sachsen-Coburg und Gotha (1819–1861) und Königin Victoria von Großbritannien (1819–1901)
        6.  [I] Friedrich[23][24], Fürst zu Waldeck und Pyrmont (1893), verzichtet 13. November 1918, preußischer General der Kavallerie (* 20. Januar 1865 in Arolsen; † 26. Mai 1946 ebenda; ▭ in Hagenburg zu Rhoden); ⚭ (9. August 1895 in Nachod) Prinzessin Bathildis Marie Leopoldine Anna Auguste zu Schaumburg-Lippe (* 21. Mai 1873 auf Schloss Ratibořice; † 6. April 1962 in Arolsen; ▭ in Hagenburg zu Rhoden), Tochter von Prinz Wilhelm zu Schaumburg-Lippe (1834–1906) und Prinzessin Bathildis von Anhalt-Dessau (1837–1902), Nachkommen siehe hier
        7. [I] Elisabeth[23], (* 6. September 1873 in Arolsen; † 23. November 1961 in Bensheim); ⚭ (3. Mai 1900 in Arolsen) Fürst Alexander Ludwig Alfred Eberhard zu Erbach-Schönberg (* 12. September 1872; † 18. Oktober 1944 in Bensheim), Sohn von Prinz Gustav Ernst zu Erbach-Schönberg (1840–1908) und Prinzessin Marie Karoline von Battenberg (1852–1923)
        8. [II] Wolrad Friedrich[23], (* 26. Juni 1892 in Arolsen; ⚔ 17. Oktober 1914 in Moorslede bei Ypern, Belgien)

      5. Wolrad[23] (* 24. Januar 1833 in Arolsen; † (20./22.) Januar 1867 in Kairo; ▭ in Hagenburg zu Rhoden)

    4.  Friedrich Ludwig Hubertus[23][25], (* 3. November 1790 in Arolsen; † 1. Februar 1828 in Landau; ▭ in Hagenburg zu Rhoden); ⚭ (morg.) ((20.) Juli 1816 in Bonn) Ursula Poll(e), (7. August 1827 in Waldeck) Adelsstand als: von Waldeck, (13. Juli 1843 in Pyrmont, Diplom 8. Oktober in Arolsen) Waldecker Grafenstand für sie und ihre Kinder als Gräfin von Waldeck, (* 19. September 1790 in Bonn; † 17. Januar 1861 in Arolsen), Tochter von Konrad Poll(e), Kaufmann.
    5. Christian Wolrad[23], (* 19. Juni 1792 in Arolsen; † 8. Juli 1795 ebenda; ▭ in Hagenburg zu Rhoden)
    6. Auguste Karoline Luise[23], (* (7./8.) September 1793 in Arolsen; † 29. April 1794 ebenda; ▭ in Hagenburg zu Rhoden)
    7. Johann Ludwig[23], (* 24. September 1794 in Arolsen; ⚔ 28. Oktober 1813 bei Hanau; † 8. Oktober 1814 in Arolsen; ▭ in Hagenburg zu Rhoden)
    8. Ida Karoline Luise[23], Äbtissin im Kloster Schaaken (1806–1816), (* 26. September 1796 in Rhoden; † 12. April 1869 in Mentone; ▭ in Stadthagen); ⚭ (23. Juni 1816 in Arolsen) Fürst Georg Wilhelm zu Schaumburg-Lippe (* 20. Dezember 1784 in Bückeburg; † 21. November 1860 ebenda), Sohn von Graf Philipp II. Ernst zu Schaumburg-Lippe (1723–1787) und Prinzessin Juliane von Hessen-Philippsthal (1761–1799)
    9. Wolrad Karl Georg[23], (* 23. April 1798 in Rhoden; † 24. August 1821 in Siena)
    10. Karoline Friederike Mathilde[23], Äbtissin im Kloster Schaaken (1816–1817), (* 10. April 1801 in Rhoden; † 13. April 1825 in Carlsruhe; ▭ in der Sophienkirche ebenda); ⚭ (20. April 1817 in Arolsen) Herzog Eugen Friedrich Karl Paul Ludwig von Württemberg, Fideikommissherr zu Carlsruhe, kaiserlich-russischer General der Infanterie, Träger des Schwarzen Adlerordens, (* 8. Januar 1788 in Oels; † 16. September 1857 in Carlsruhe), (⚭ II: (1827) Prinzessin Helene zu Hohenlohe-Langenburg (* 1807; † 1880), Tochter von Fürst Karl Ludwig zu Hohenlohe-Langenburg (1762–1825) und Gräfin Amalie Henriette zu Solms-Baruth (1768–1847)), Sohn von Herzog Eugen Friedrich Heinrich von Württemberg (1758–1822) und Prinzessin Luise zu Stolberg-Gedern (1764–1834)
    11. Karl Christian[23], (* 12. April 1803 in Rhoden; † 19. Juli 1846 auf dem Prinzenhof in Kleve); ⚭ (12. März 1841 in Kleve) Gräfin Amalie zur Lippe-Biesterfeld (* 4. April 1814 in Köln; † 25. Oktober 1879 auf dem Prinzenhof in Kleve; ▭ in Mengeringhausen), Tochter von Johann Karl zur Lippe-Biesterfeld (1778–1844) und Freiin Bernhardine Klara Luise von Sobbe (1784–1843)
      1. Albrecht Georg Bernhard Karl[23], (* 11. Dezember 1841 in Kleve; † 11. Januar 1897 ebenda); ⚭ I: (2. Juni 1864 in Dublin) Dorothea (Dora) Gage, (Diplom 23. August 1867 in Arolsen) Waldecker Grafenstand als: Gräfin von Rhoden, (* 30. Januar 1835 auf Ballycastle; † 12. Dezember 1883 in Heidelberg), Tochter von Reverend Richard Gage (1790–1862) und Catherine Davys-Boyd (1791–1852); ⚭ II: (8. Mai 1886 in Bamberg) Prinzessin Marie Luise Augustine zu Hohenlohe-Öhringen (* 26. Januar 1867 in Heidelberg; † 23. Juli 1945 in Gauting), (⚭ II: (4. Dezember 1913 in Serfontein bei Kroonstad) George Granville Hope Johnstone a.d.H. der Earls of Linlithgow (* 28. November 1880 in London; † (1955 in Johannesburg)), Sohn von William James Hope Johnstone (1855–1919) und Emily Mary Baillie (–1933)), Tochter von Prinz Felix Eugen Wilhelm Ludwig Albrecht Karl zu Hohenlohe-Öhringen (1818–1900) und Prinzessin Alexandrine Friederike Wilhelmine von Hanau und Horowitz, Gräfin von Schaumburg, (1830–1871)
        1. [I] Albrecht[26] Erich Adalbert, Graf von Rhoden, Oberleutnant, (* (30. April 1863); † 12. Januar 1937 in Hamburg-Altona); ⚭ I: (9. Januar 1889 im Kloster Veilsdorf) Martha Heubach (* 14. Januar 1869 im Kloster Veilsdorf; † 7. Juli 1924 in Breslau), Tochter von Albert Heubach (–) und Laura Kieser (–); ⚭ II: (9. Dezember 1929 in Hamburg-Eimsbüttel) Olga Teichelmann (* 15. November 1880 in Parchim; † 8. Oktober 1970 in Hamburg-Farmsen), Tochter von Leopold Friedrich Hermann Teichelmann (–) und Karoline Kauffmann (–)
        2. [I] Robert[26] Hermann Karl, Graf von Rhoden, preußischer Kammerherr, (* 17. Dezember 1866 auf dem Prinzenhof in Kleve; † 4. April 1915 in Wiesbaden); ⚭ (23. April 1895 in Karlsruhe) Pauline Anna Viktoria von Friedeburg (* 9. Dezember 1870 in Karlsruhe; † 16. November 1956 in Wuppertal-Elberfeld), Tochter von Ludwig Heinrich Ernst Friedrich von Friedeburg, preußischer Generalmajor, (1827–1892) und Marie Walz (–)
          1. Friedrich[26] Heinrich Georg Paul Robert, Graf von Rhoden, (* 5. Oktober 1896 in (Brüssel/Bruchsal); ⚔ 26. November 1914 in Stryków, Polen)
          2. Wolrad Wilhelm[26] Karl Alexander Egon Eugen Patrick, Graf von Rhoden, (* 27. September 1900 in Mainz; † 16. Mai 1958 in Düsseldorf)
          3. Emma Luise-Marie[26] Willy Dora Auguste Elisabeth, Gräfin von Rhoden, (* 26. Juli 1903 in Mainz; † 8. April 1989 in Elberfeld); ⚭ (1. September 1933 in Elberfeld) Ernst Günther Frowein (* 13. September 1899 in Elberfeld; † 4. Februar 1971 in Baden-Baden)

        3. [I] Ada[26] Kate, Gräfin von Rhoden, (* 1. September 1869 auf dem Prinzenhof in Kleve; † 30. August 1938 in Randalston, Irland); ⚭ (2. März 1899 in Bally Castle) Robert Saint George Johnston († (13./30.) Juni 1938 in Dublin)
        4. [I] Helene[26] Harriet Dorothea, Gräfin von Rhoden, (* 9. September 1872 in Rindern bei Kleve; † 3. Februar 1952 in Wiesbaden)
        5. [I] Karl[26], Graf von Rhoden, (* 16. November 1874 in Deutz; † 20. Dezember 1943 in Wiesbaden)
        6. [II] Georg Friedrich[23], (* 15. März 1887; † 29. März 1888 in Plappeville)
        7. [II] Karl Alexander[23], (* 15. September 1891 in Thiergarten bei Kleve; † 28. Oktober 1910 in Dresden)
        8. [II] Albertine[23], (* 22. Dezember 1895 in Thiergarten bei Kleve; † 11. Juli 1897 in Oberurff)

      2. Erich[23][27], (* 20. Dezember 1842 in Mengeringhausen; † 24. Oktober 1894 in Pfalzdorf); ⚭ (24. August 1869 in Boudonville) Freiin Marie Konstanze von Falkener, (12. September 1885 in Meiningen) Sächsisch-Meininger Grafenstand für sie und ihre Kinder als Gräfin von Grebenstein, (* 13. März 1847 in Boudonville; † 14. März 1916 in Eisenach), Tochter von Landgraf Franz von Hessen-Philippsthal (1805–1861) und Maria Katharina Kohlmann (1819–1904)
        1. Amalie (Amèlie)[27], (* 13. April 1871 in Kohlgrund; † 2. Oktober 1871 ebenda)
        2. Anna[27] Erika Christiane Amalie, (* 4. September 1872 in Laeken; † 4. April 1882 auf Schloss Materborn)
        3. Hortense[27], (* 18. März 1874 auf dem Prinzenhof in Kleve; † 1. März 1942 in Neuss)
        4. Volkwin[27], (* 13. April 1875 auf dem Prinzenhof in Kleve; † 20. September 1949 in Lemgo); ⚭ (20. September 1917 in Eisenach) Else von Hutier (* 29. Mai 1883 in Straßburg; † 25. April 1956 in Lemgo), Tochter von Johann Heinrich Cölestin von Hutier (–) und Marie Knoke (–)
        5. Lutrudis[27], (* 31. Juli 1876 auf dem Prinzenhof in Kleve; † 17. April 1915 in Bad Liebenstein; ▭[3] ebenda)
        6. Beatrice[27], (* 24. Oktober 1877 in Auerbach; † 5. Mai 1910)

      3. Heinrich[23], (* 20. Mai 1844 in Mengeringhausen; † 11. Dezember 1902 in Wiesbaden; ▭[3] in Mengeringhausen); ⚭ (8. September 1881 in Meerholz) Gräfin Auguste zu Ysenburg-Büdingen in Philippsreich (* 7. Februar 1861 in Meerholz; † 12. Juni 1931 in Wiesbaden; ▭[3] in Mengeringhausen), Tochter von Graf Georg Kasimir Friedrich Ludwig zu Ysenburg-Büdingen in Philippseich (1794–1875) und Gräfin Bertha Karoline Ferdinande zu Ysenburg-Büdingen in Meerholz (1821–1875)

    12. Karoline Luise Friederike[23], (* 27. November 1804 in Rhoden; † 3. März 1806 ebenda; ▭ in Hagenburg zu Rhoden)
    13. Hermann Otto Christian[23], (* 11. Oktober 1809 in Pyrmont; † 6. Oktober 1876 in Landau), preußischer Generalleutnant; ⚭ (2. September 1833 in Sáromberke, Siebenbürgen) Gräfin Agnes Teleki von Szék (* 2. Oktober 1814; † (17./19.) Februar 1896 in Budapest), Tochter von Graf Franz (Ferenc) Teleki von Szék (1787–1861) und Baronesse Elise Bánffy von Losoncz (1794–1853)

  5. Karoline Luise[23], (* 14. August 1748 in Arolsen; † 18. August 1782 in Lausanne; ▭ in der Kathedrale Notre-Dame); ⚭ (14. Oktober 1765 in Arolsen; ⚮ 26. August 1772 in Mitau) Peter von Biron, Herzog von Kurland und Semgallen (1769–1795), (* 15. Februar 1724 in Mitau; † 13. Januar 1800 auf Schloss Gellenau), Sohn von Herzog Ernst Johann von Biron (1690–1772) und Benigna Gottliebe von Trotta genannt Treyden (1703–1782)
  6. Luise[28] (* 29. Januar 1751 in Arolsen; † 17. November 1816 in Frankfurt am Main); ⚭ 1775 Herzog Friedrich August von Nassau-Usingen (* 23. April 1738 in Usingen; †† 24. März 1816 in Biebrich), Sohn von Fürst Karl von Nassau-Usingen (1712–1775) und Herzogin Christine Wilhelmine von Sachsen-Eisenach (1711–1740)
  7. Ludwig[23], Generalmajor der Generalstaaten, (* 16. Dezember 1752 in Arolsen; ⚔ 14. Juni 1793 in Kortrijk; ▭ auf dem protestantischen Friedhof ebenda)
  8. Sohn
5. Ernestine Luise[23], (* 6. November 1705 in Kleinern; † 26. Mai 1782 in Gelnhausen); ⚭ (30. März 1737 in Arolsen) Pfalzgraf Friedrich Bernhard bei Rhein zu Birkenfeld-Gelnhausen, Herzog von Baiern, (* 28. Mai 1697 in Gelnhausen; † 5. August 1739 ebenda), Sohn von Johann Karl von Birkenfeld-Gelnhausen (1638–1704) und Marie Esther von Witzleben (1665–1725)
6. Ludwig Franz Anton[23], kaiserlicher Obrist, (* 5. Mai 1707 in Arolsen; ⚔ 24. Juli 1739 bei Belgrad; ▭ ebenda)
7. Johann Wilhelm[23], (* 9. Juni 1708 in Arolsen; † (29./30.) November 1713 auf Schloss Friedrichstein)
8. Sohn[29] (*† 24. November 1709 in Arolsen)
9. Sophie Wilhelmine Elisabeth Dorothea[23], (* 4. Januar 1711 in Arolsen; † 10. August 1775 in Wernigerode); ⚭ (12. April 1747) Friedrich August (von) Vogelsang, stolberg-wernigeroder Hofrat, (* 13. August 1710; † 2. März 1785)
10. Franziska Christiane Ernestine[23], (* 8. Mai 1712 auf Schloss Friedrichstein; † 26. Januar 1782 in Arolsen; ▭ in Wildungen)
11. Luise Albertine Friederike[23], Äbtissin im Kloster Schaaken (1785), (* 17. Juni 1714 in Luisenthal bei Arolsen; † 17. März 1794 in Arolsen)
12. Joseph Maria Wilhelm[23], (* 14. August 1715 in Korbach; † 19. Februar 1719)

### Waldeck-Pyrmont2
1. Friedrich[23][24], Fürst zu Waldeck und Pyrmont (1893), verzichtet 13. November 1918, preußischer General der Kavallerie (* 20. Januar 1865 in Arolsen; † 26. Mai 1946 ebenda; ▭ in Hagenburg zu Rhoden); ⚭ (9. August 1895 in Nachod) Prinzessin Bathildis Marie Leopoldine Anna Auguste zu Schaumburg-Lippe (* 21. Mai 1873 auf Schloss Ratibořice; † 6. April 1962 in Arolsen; ▭ in Hagenburg zu Rhoden), Tochter von Prinz Wilhelm zu Schaumburg-Lippe (1834–1906) und Prinzessin Bathildis von Anhalt-Dessau (1837–1902)
  1. Josias Georg Wilhelm Adolf[24], (* 13. Mai 1896 in Arolsen; † 30. November 1967 auf Schloss Schaumburg bei Diez an der Lahn); ⚭ (25. August 1922 in Rastede) Herzogin Altburg Marie Mathilde von Oldenburg, (* 19. Mai 1903 in Oldenburg; † 16. Juni 2001 in Bad Arolsen), Tochter von Großherzog Friedrich August von Oldenburg (1852–1931) und Prinzessin Elisabeth Alexandrine Mathilde von Mecklenburg-Schwerin (1869–1955)
    1. Margarethe Sophie Charlotte[24], (* 22. Mai 1923 in München; † 21. August 2003 in Erbach); ⚭ (27. März 1952 in Arolsen; ⚮ 10. Juli 1979 in Michelstadt) Graf Franz zu Erbach-Erbach und von Wartenberg-Roth (* 5. Februar 1925 in Erbach (Odenwald); † 2. Oktober 2015 ebenda), Sohn von Graf Alexander zu Erbach-Erbach und von Wartenberg-Roth (1891–1952) und Christa von Zülow (1894–1962)
    2. Alexandra Bathildis Elisabeth Luise Helene Emma[24], (* 25. September 1924 in Rastede; † 4. September 2009); ⚭ (28. Juni 1949 in Arolsen) Prinz Botho zu Bentheim und Steinfurt, (* 29. Juni 1924 in Ilsenburg; † 9. Juni 2001 in Bad Arolsen), Sohn von Prinz Karl Georg zu Bentheim und Steinfurt (1884–1951) und Prinzessin Margarethe von Schoenaich-Carolath (1888–1980)
    3. Ingrid[24], (* 2. September 1931 in München)
    4. Wittekind Adolf Heinrich Georg-Wilhelm[24], (* 9. März 1936 in Arolsen); ⚭ ((civ) 1. April 1988 in Frohnleiten, (rel) 19. Mai 1988 in Bad Arolsen) Cecílie von Goëss-Saurau (* 23. August 1956 in Frohnleiten), Tochter von Carl-Anton von Goëss-Saurau (1921–) und Maria Mathilde Mayr-Melnhof (1921–1996)
      1. Carl-Anton Christian Gustav Clemens Alexander[24], (* 25. Dezember 1991 in Bad Arolsen)
      2. Josias Christian Alexander (* 7. Juli 1993 in Bad Arolsen)
      3. Johannes Eberhard Wittekind (* 7. Juli 1993 in Bad Arolsen)

    5. Guda[24], (* 22. August 1939 in Bad Arolsen); ⚭ I: (31. August 1958 in Bad Arolsen (9. September 1958); ⚮: 3. Januar 1967) Fürst Friedrich Wilhelm Heinrich Konstantin zu Wied (* 2. Juni 1931 in Neuwied; † 28. August 2000 Salmon Arm (British Columbia, Kanada)), Sohn von Erbprinz Hermann Wilhelm Friedrich zu Wied (1899–1941) und Gräfin Marie Antonia zu Stolberg-Wernigerode (1909–2003); ⚭ II: (4. März 1968 in Schaumburg) Dr. med. Horst Dierkes (* 21. Februar 1939)

  2. Maximilian Wilhelm Gustav Herman[24], (* 13. September 1898 in Arolsen; † 23. Februar 1981 ebenda); ⚭ (12. September 1929 in Kiel) Gräfin Gustava Frieda Betty Wilhelmine Paula von Platen-Hallermund (* 7. Dezember 1899 in Bad Segeberg; † 27. Oktober 1986 in Bad Arolsen), Tochter von Graf Karl August Heinrich von Platen-Hallermund (1857–1922) und Gräfin Elfried Ursula von Köppen (1872–1958)
    1. Marie Louise[24], (* 3. November 1930 in Kiel); ⚭ (22. Mai 1951 in Arolsen) Fürst Albrecht zu Castell-Castell (* 13. August 1925 in Castell), Sohn von Fürst Carl zu Castell-Castell (1897–1945) und Prinzessin Anna-Agnes zu Solms-Hohensolms-Lich (1899–1987)
    2. Friedrich-Carl[24], (* 21. August 1933 in Kiel); ⚭ ((civ) 24. Januar 1959 in Arolsen, (rel) 26. Januar 1959 in Berlin) Ingeborg von Biela (* 2. Juli 1932 in Halle), Tochter von Wolf von Bila (–) und Adelheid Schneider (–)
      1. Caroline Gustava Adelheid[24], (* 8. Januar 1960 in Hannover); ⚭ ((civ) 29. August 1985 in Hamburg, (rel) 27. Oktober 1985 ebenda) Dr. jur. Cord-Georg Hasselman, Kurator des Domstift Brandenburg (* 4. Juli 1956 in Hamburg)
      2. Donata Altburg Helene-Sophie[24], (* 2. Februar 1961 in Hannover); ⚭ ((civ) 10. Aug 1987 in München, (rel) 6. September 1987 in Bad Arolsen) Dr. rer. pol. Markus Conrad, Vorstandsvorsitzender der Tchibo GmbH (2006–), (* 24. Oktober 1959 in Hamburg)
      3. Juliane Bathildis[24], (* 25. Juni 1962 in Hannover); ⚭ I: (13. Dezember 1991 in Lübeck; ⚮: 1996) Gerhard Kappe (* 7. Mai 1956 in Stadthagen); ⚭ II: (14. Mai 1999 in Bad Schwartau) Stephan Hobe (* 11. Dezember 1957 in Bremen)

    3. Georg-Viktor[24][30] Ludwig Adolf, (* 11. Juli 1936 in Schwerin); ⚭ ((civ) 25. Januar 1963 in Arolsen, (rel) 6. Februar 1963 in Hannover) Margaretha von Klitzing, Tierärztin, (* 7. Februar 1938 in Fürstenwalde), Tochter von Kurt von Klitzing (1904–1941) und Barbara Euen (1908–1953)
      1. Frederike[24][30], Dr. med. vet., (* 28. Dezember 1963 in Arolsen); ⚭ ((civ) 21. Mai 1989 in Hannover, (rel) 10. Juni 1989 in Bad Arolsen) Michael Paar, Dr. med. vet., (* 10. September 1963 in Mülheim an der Ruhr)
      2. Barbara[24][30] Ingemarie Helene-Sophie, Dipl.-Informatikerin, (* 15. März 1965 in Kassel); ⚭ ((civ) 18. März 1991 in Bad Aibling, (rel) 4. Mai 1991 in Soest) Christian Düsel, Dipl.-Ing., (* 28. Juli 1962 in Rom)
      3. Christian-Ludwig[24][30] Friedrich-Carl Albrecht Hubertus Claus, (* 16. Mai 1967 in Arnsberg); ⚭ ((civ) 27. Januar 1994 in Oldenburg, (rel) 20. Mai 1995 in Hohenstein) Gräfin Camilla Barbara Christiane von Holck (* 27. Dezember 1970 in Eutin), Tochter von Graf Christian von Holck (1939–)[31] und Barbara von Gottberg (1943–)
        1. Christian[24][30] Wolrad Johannes Welf Max, (* 6. März 1998 in Oldenburg)
        2. Victor[30] Paul Nikolaus Ferdinand Joachim, (* 23. Juni 2000 in Oldenburg)
        3. Casimir[32] Ludwig Rikus Kaspar Gisbert, (* 5. Februar 2002 in Oldenburg)
        4. Moritz[33] Christian Alexander Johan Carl Anton (* 20. März 2006 in Oldenburg)

      4. Wolrad[24][34] Friedrich August Wittekind Florenz Michael, (* 28. Mai 1974 in Soest); ⚭ (30. Juni 2002 in Merseburg) Elisabeth Katharina Ulrike Alexandra von Trotha (* 26. August 1975 in Düsseldorf), Tochter von Thilo Ivo Oskar Eduard von Trotha (–) und Ulrike Abels (–)
        1. Amalia-Sophia[34] Friederike Elisabeth Isabelle Audry (* 2011)
        2. Nikolaus[34] Christian-Ludwig Klaus-Thilo Clemens (* 2012)

    4. Helene-Sophie[24] Ingeborg Margarethe Elisabeth Gustava, (* 27. Oktober 1943 in Schwerin; † 2011); ⚭ (11. Mai 1974 in Arolsen; ⚮ 2. September 1975 in Kassel) Freiherr Michael von Forstner (* 24. März 1946 in Halle)

  3. Helene[24] Bathildis Charlotte Marie Friederike, (* 22. Dezember 1899 in Arolsen; † 18. Februar 1948 in Rastede); ⚭ (26. Oktober 1922 in Arolsen) Erbgroßherzog Nikolaus Friedrich Wilhelm von Oldenburg, (* 10. August 1897 in Oldenburg; † 3. April 1970 in Rastede), Sohn von Großherzog Friedrich August II. von Oldenburg (1852–1931) und Herzogin Elisabeth-Alexandrine Mathilde von Mecklenburg-Schwerin (1869–1955)
  4. Georg Wilhelm[24] Karl Viktor, (* 10. März 1902 in Arolsen; † 14. November 1971 ebenda); ⚭ (20. Januar 1932 in Kiel) Gräfin Ingeborg Elfriede Gabriele Sophie Ilse Wilhelmine von Platen-Hallermund, (* 27. Februar 1902 in Schleswig; † 30. August 1991 in Bad Arolsen), Tochter von Graf Karl August Heinrich von Platen-Hallermund (1857–1922) und Gräfin Elfried Ursula von Köppen (1872–1958)
    1. Josias[24][34] Friedrich Wilhelm, (* 23. November 1935 in Hannover); ⚭ ((civ) 25. April 1972 in Karlsruhe, (rel) 29. April 1972) Vita Schwenkreis (* 4. Dezember 1939 in Wien), Tochter von Wilhelm Schwenkreis (–) und Luise Kurz (–)
      1. Alexander[24][34] Georg-Wilhelm Thomas, (* 24. November 1972 in Frankfurt am Main); ⚭ (26. Juni 2004 in der Fürstenkapelle, Kloster Lichtenthal, Baden-Baden) Tanja Rippetoe (* 4. Mai 1978 in Warren)
        1. Charlotte[34] Vita Emilia Sophie, (* 27. Februar 2007)
        2. Philippa[34] Claudia Claire Antonia Maria, (* 21. Oktober 2008)
        3. Freya[34] Maximiliane Julika Helene, (* 28. Juli 2010)
        4. Josias[34] Ludwig Wolrad Clemens, (* 18. Mai 2012)

      2. Clemens[24] Georg Heinrich, (* 30. August 1975 in Frankfurt am Main)

    2. Georg-Friedrich[24][34] Nikolaus (* 22. November 1936 in Hannover; † 17. April 2020); ⚭ ((civ) 29. August 1961 in Arolsen, (rel) 30. August 1961) Prinzessin Sixtina zu Stolberg-Stolberg (* 4. November 1933 in Stolberg; † 18. Mai 2022), Tochter von Fürst Wolff-Heinrich zu Stolberg-Stolberg (1903–1972) und Irma Erfert (1910–1994)
      1. Henriette (* 6. April 1963 in Ludwigsburg); ⚭ ((civ.) 18. August 1989 in Arolsen, (rel.) 19. August 1989 in Arolsen) Hermann Friedrich Graf zu Castell-Rüdenhausen (* 26. Juni 1963 in Würzburg), Sohn von Siegfried Casimir Friedrich Fürst zu Castell-Rüdenhausen (1916–2007) und Irene zu Solms-Laubach (1925–2006)
      2. Isabelle (* 1965)
      3. Philip (* 1967)

    3. Rixa (* 1939); ⚭ () Hansjoachim von Wartenberg (* 1935; † 2006)
    4. Volkwin (1940–); ⚭ I: () Orlinda von Gablenz (* 1938); ⚭ II: () Friederike von Humboldt-Dachroeden (* 1955)
      1. Anton Ulrich Friedrich (* 1969); ⚭ () Elisabeth Freifrau von Hammerstein-Equord (* 1972)
        1. Sophie (* 2005)

      2. Nikolaus (* 1970); ⚭ () Katharina Prinzessin von Hohenlohe-Langenburg (* 1972)
        1. Laetitia (* 2003)
        2. Alexia (* 2006)

      3. Ludwig (* 1983); ⚭ () Sara Hansen
      4. Felicitas (* 1984); ⚭ () Philippe Sauzier de la Villethéart

    5. Ilse (* 1941; † 1945)
    6. Dorothea (* 1943; † 1943)
    7. Christian Peter (* 1945); ⚭ () Sibylle Pieper (* 1948)
      1. Georg Wilhelm (* 1972); ⚭ () Freda Riedesel Gräfin von Eisenbach (* 1973)
        1. Friedrich Carl (* 1999)
        2. Max (* 2000)
        3. Sophie (* 2002)
        4. Casper (* 2004)
        5. Christian (* 2004)

      2. Catherine Sophie (* 1974); ⚭ () Mahias Hoyer (* 1970)

### Waldeck-Bergheim (Adelsgeschlecht)
1. Josias I., Graf zu Waldeck-Bergheim (* 20. August 1696 in Arolsen; † 2. Februar 1763 in Bergheim); ⚭ 17. Januar 1725 Dorothea Sophia Wilhelmine zu Solms-Rödelheim und Assenheim (* 27. Januar 1698; † 6. Februar 1774), Tochter des Grafen Ludwig Heinrich von Solms-Assenheim
  1. Georg Karl Christian Ludwig (* 1. Dezember 1726 in Assenheim; † 21. Juli 1756 in Frankfurt am Main)
  2. Karl (* 21. Mai 1728 in Landau; † 17. August 1735 in Korbach)
  3. Georg Friedrich Ludwig Belgicus, Graf zu Waldeck-Bergheim (* 20. Juli 1732 in Landau; † 9. April 1771 in Bergheim); ⚭ 31. August 1766 Christine zu Isenburg-Meerholz (* 22. November 1742; † 20. März 1808)
  4. Josias II. Wilhelm Leopold, Graf zu Waldeck-Bergheim (* 16. Oktober 1733 in Bergheim; † 4. Juni 1788 in Bergheim); ⚭ 5. März 1772 Christine zu Ysenburg-Büdingen (* 24. Juni 1756; † 13. November 1826)
    1. Josias III. Wilhelm Karl, Graf zu Waldeck-Bergheim (* 13. Mai 1774 in Bergheim; † 9. Juni 1829 in Bergheim); ⚭ 10. Januar 1802 Wilhelmine zu Löwenstein-Wertheim-Freudenberg (* 23. April 1774; † 25. Juni 1817)
    2. Ludwig (* 28. Mai 1775 in Bergheim; † 8. Mai 1778 in Bergheim)
    3. Gustav (* 10. Dezember 1776 in Reitzenhagen; † 28. August 1781 in Bergheim)
    4. Karl, Graf zu Waldeck und Pyrmont in Bergheim (* 17. November 1778 in Bergheim; † 21. Januar 1849 in Bergheim); ⚭ 25. April 1819 Karoline Schilling von Canstatt (* 2. Februar 1798; † 7. Oktober 1866)
      1. Mechthild (* 23. Juni 1826 in Bergheim; † 28. Februar 1899 in Middachten); ⚭ 30. Januar 1846 Karl von Bentinck
      2. Agnes (* 23. Juli 1827 in Arolsen; † 16. Juli 1858 in Burgfarrnbach); ⚭ 29. Januar 1853 Kurt von Pückler-Limburg (* 2. Oktober 1822; † 28. Januar 1888)
      3. Georg (* 12. September 1829 in Bergheim; † 15. Dezember 1829 in Bergheim)
      4. Luitgard Marie Luise (* 2. April 1831 in Bergheim; † 3. Dezember 1831 in Bergheim)
      5. Adalbert I. Wilhelm Karl, Graf zu Waldeck und Pyrmont in Bergheim (* 19. Februar 1833 in Bergheim; † 24. Juli 1893 in Bergheim); ⚭ (1) 3. August 1858 Agnes zu Sayn-Wittgenstein-Hohenstein (* 18. April 1834; † 18. Februar 1886); ⚭ (2) 18. Oktober 1887 Ida zu Sayn-Wittgenstein-Hohenstein (* 25. Februar 1837; † 7. Mai 1922)
        1. Helene Agnes Alexandrine Amalie Karoline (* 12. Mai 1859 in Bergheim; † 5. März 1942 in Berlin); ⚭ (1) 28. September 1878 Carl Reinhard Adalbert von Bentinck; ⚭ (2) Alfred von Keyserlingk (* 17. September 1857; † 22. Juni 1929)
        2. Carl (* 14. Dezember 1860 in Bergheim; † 22. Oktober 1861 in Bergheim)
        3. Adalbert II. Alexander Wolrad Moritz Franz Ludwig, Graf zu Waldeck und Pyrmont in Bergheim (* 6. Januar 1863 in Bergheim; † 23. Februar 1934 in Bergheim)
        4. Hermann Franz Karl Ludwig, Graf zu Waldeck und Pyrmont in Bergheim (* 16. Mai 1864 in Bergheim; † 27. September 1938 in Kriegstedt); ⚭ 11. August 1891 Klara von Jaeckel (* 22. Mai 1871; † 13. Dezember 1965)
          1. Agnes Auguste Ida Helene Marie Ruth Margarete (Greta) (* 7. Februar 1893; † 16. Juli 1987)
          2. Mechthild Anna Caroline Alexandrine (* 23. Juli 1897; † 12. Juni 1974); ⚭ 29. Mai 1924 Konstantin von Beguelin (* 19. April 1897; † 3. Juni 1963)

        5. Alexander Albrecht Ludwig Franz Christian (* 15. Oktober 1867 in Bergheim; † 18. Juni 1932 in Witzenhausen); ⚭ (1) 23. November 1906 Alwine Dransfeld (* 17. Dezember 1876; † 1. Juni 1938); ⚭ (2) Aenne Clemens (* 26. Juli 1888; † 15. Juli 1975)
        6. Friedrich Karl Luitpold (* 19. Juni 1870 in Bergheim; † 16. August 1941 in Hann. Münden); ⚭ 19. Mai 1919 Gertrude Koblin (* 17. Januar 1884; † 14. Mai 1963)
        7. Georg Wilhelm Heinrich Karl (* 8. Juni 1876 in Bergheim; † 8. Juni 1966 in Bad Laasphe); ⚭ (1) 8. März 1921 Alwine Dransfeld (* 17. Dezember 1876; † 1. Juni 1938); ⚭ (2) 23. Juli 1919 Katharine Beitsch (* 1. Dezember 1903; † 27. September 1990)
          1. (2) Ilse-Marie, Anna, Magareta (* 20. August 1941; ⚭ 13. Mai 1966 Manfred Schuster (* 19. Dezember 1934)
          2. (2) Dorothée (* 24. Februar 1943 in Marburg; † 13. Juli 1943 in Marburg)

      6. Richard Kasimir Alexander (* 26. Dezember 1835 in Bergheim; † 5. Dezember 1905 in Bergheim)

    5. Christian (* 1781 in Bergheim; † 1781 in Bergheim)
    6. Karoline (* 6. Oktober 1782 in Bergheim; † 11. Juli 1820 in Bad Pyrmont); ⚭ 1807 Georg von Stückrad
    7. Georg Friedrich Karl von Waldeck-Limpurg (* 31. Mai 1785 in Bergheim; † 18. Juni 1826 in Gaildorf); ⚭ 1809 Amalie Wirths (* 7. September 1785; † 29. September 1852)

### Haus von Philipp Christoph von Waldeck
1. Philipp Christoph[22], (* 1639; † 1714); ⚭ Anna Katharina Happel
  1. Johann Franz (* 1670/71; † 1718)
  2. Kaspar, bap Laetare (* 1672; † 1691)
  3. Johann Philipp[22][35] (* 1675; † 1745); ⚭ Margareta Lukretia Welcker (* 1684; † 1764)
    1. Johann Philipp Christoph[35], (* 1712; † 1753); ⚭ Eva Elisabeth Dorothea Pape (* 1728; † 1753)
      1. Philipp Julius Franz Christoph (* 1752; † 1765)
      2. Henriette Margareta Elisabeth (* 1750; † 1823); ⚭ Johann Franz Christoph Steinmetz (* 1730; † 1791)
        1. Christiane Steinmetz (* 1773; † 1843)
          1. Johanna Freybe (* 1814; † 1896) ⚭ Adam Wolff (* 1810; † 1854)
            1. Alexander Wolff (* 1838; † 1920) ⚭ Emma Mirow 
              1. Agnes Wolff (* 1879; † 1971) ⚭ Wilhelm Backhausen (* 1869; † 1924)
                1. Margrit (* 1908; † 1997) ⚭ Bernhard Sprengel (* 1899; † 1985)

            2. Wolrad Wolff (* 1842; † 1934)

    2. Johann Franz (* 1716; † 1787); ⚭ Christiana Elisabeth Kuchenbecker (* 1721/22; † 1802)
      1. Christoph Friedrich Alexander (* 1746; † 5. Juli 1761)
      2. Johann Heinrich (* 1751; † 1797); ⚭ Katharina Elisabeth Waldeck (* 1758; † 1823)
        1. Philipp Christoph (* 1794; † 1852)
        2. Karolina Christiana Philippina (* 1789; † 1819)
        3. Christiana Philippina Friederike (* 1792; † 1866); ⚭ Johann Christoph Heinrich Schleicher († 1873)

      3. Christiane Margarete (* 1739; † 1796); ⚭ Johannes Kontzemann († 1808)
      4. Johannette Philippine (* 1742; † 1773)
      5. Maria Friederika Lukretia (* 1744; † 1771)
      6. Katharina Wilhelmine (* 1757; † 1765)

    3. Johann Christoph (* 1718; † 1793); ⚭ Maria Friderica Elisabeth Suden (* 1729; † 1791)
      1. Johann Heinrich Friedrich (* 1748; † 1832); ⚭ Sophia Christina Dorothea Suden (* 1757; † 1790)
        1. Christoph Friedrich Julius (* 1783; † 1784)
        2. Charlotte Christiane (* 1775; † 1841); ⚭ Carl August Severin (* 1773; † 1833/1859)
        3. Karoline Friederike Elisabeth (* 1777; † 1778)
        4. Henriette Sophie Philippine (* 1779; † 1843); ⚭ Theodor Waldschmidt (* 1776; † 1841)[36]
        5. Luise Philippine Friederike (* 1788; † 1846)

      2. Friedrich Jeremias Christoph (* 1752; † 1798); ⚭ Christiana Wilhelmina Henriette Suden († 1828)
        1. Friedrich Arnold (* 1782; † 1850); ⚭ Christiane Elisabeth Bürgener
          1. Friedrich (* 1810)
          2. Albert (* 1822)
          3. Luise Johanne Elisabeth Henriette (* 1812)
          4. Luise Theodore Christiane (* 1815)
          5. Karoline Christiane Wilhelmine (* 1818)
          6. Luise Katharina Christiane Auguste (* 1819)

        2. Ludwig Julius Philipp (* 1786; † 1786)
        3. Philipp Theodor (* 1787; † 1864); ⚭ Luise Winterberg (* 1802; † 1877)
          1. Julius (* 1824; † 1907)
          2. Oskar (* 1825; † 1843)
          3. Richard (* 1827; † 1894)
          4. Theodor (* 1841; † 1853)
          5. Oskar (* 1844; † 1904)
          6. Meta (* 1830; † 1850)
          7. Hedwig (* 1833; † 1908)
          8. Lina (* 1837; † ?)

        4. Friedrich Wilhelm Philipp (* 1788; † 1805)
        5. Ludwig Julius (* 1789; † 1792)
        6. Karl Christian (* 1793; † 1863); ⚭ I: Marie Luise Conradi (* Sand 1798; † 1836); ⚭ II: Wilhelmine Kehr († 1859)
          1. Wilhelm (* 1832; † ?)
          2. August Ludwig Georg Philipp (* 1834; † 1835)
          3. August (* 1836; † ?)
          4. Karl (* 1839; † ?)
          5. Julius (* 1841; † ?), Geschäftsmann in London
          6. Hermann (* 1843; † ?)
          7. Charlotte Karoline Friederike Luise (* 1831; † 1859)
          8. Johanna Karolina (* 1842; † 1842)
          9. Mathilde (* 1845; † ?); ⚭ N Bindernagel

        7. Heinrich August Ludwih Jeremias (* 1794; † 1822)
        8. Henriette Dorothea Friederike (* 1784; † 1842)
        9. Christiane Luise Cäsarea (* 1791; † 1792)
        10. Christiane Friederika Emilia (* 1796; † 1837); ⚭ Johannes Christian Braun
        11. Marianne Luisa Philippina Christiana (* 1798; † 1799)

      3. Julius Christoph Karl (* 1755; † 1755)
      4. Johann Jeremias Julius (* 1758; † 1792)
      5. Johann Philipp Franz Elisäus (* 1750; † 1784)

  4. Johann Christoph (* 1678; † 1755); ⚭ Maria Gertrud Schellenberger (* 1762)
    1. Johann Philipp (* 1708; † 1791); ⚭ I: Katharina Eleonora Roth (* 1719; † 1743); ⚭ II: Marie Elisabeth Göldel (* 1724; † 1784)
      1. Johann Philipp (* 1746; † 1830)
      2. Johann Christian (* 1749; † 1787)
      3. Johannette Elisabeth (* 1740; † ?)
      4. Friederike Anna Katharina Henriette (* 1742; † 1746)
      5. Katharina Eleonora (* 1743; † 1820); ⚭ Johann Heinrich Crantz
      6. Friederike Christiana Margareta (* 1752; † ?)
      7. Katharina Friederika Philippina (* 1755; † 1816)
      8. Katharina Elisabeth (* 1758; † 1823); ⚭ I: Johann Heinrich Waldeck († 1797); ⚭ II: Johann Daniel Grass († 1816)

    2. Johann Andreas (* 1714); ⚭ I: Anna Katharina Stillgebauer; ⚭ II: Margareta Charlotte Figgin
      1. Johann Christoph Philipp (* 1744; † 1810); ⚭ Johannette Petzer (* 1747; † 1822)

    3. Johann Franz (* 1716; † 1781); ⚭ Johanne Charlotte Mitze († Rhoden 1794)
      1. Georg Friedrich (* 1752; † 1756)
      2. Johann Georg (* 1754; † 1763)
      3. Johann Friedrich Christian (* 1758; † 1763)
      4. Christoph Friedrich (* 1762; † 2. Juli 1775)
      5. Johann Franz Ludwig (* 1766; † 1799)
      6. Christiana Friederika (* 1746; † 1795); ⚭ 1766 Johann Friedrich Wilhelm Kampes († 1823)
      7. Sophia Elisabeth (* 1749; † 1751)

    4. Georg Friedrich Christoph (* 1719; † 1751)
    5. Johann Daniel (* 1720; † 1760)
    6. Christian Erich (* 1724; † 1727)
    7. Marie Elisabeth (* 1709; † 1737); ⚭ Johannes Holzapfel
    8. Margareta Lukretia (* 1711; † 1714)

  5. Maria Elisabeth (* 1667; † 1755); ⚭ Johann Daniel Schellenberger († 1706)
  6. Katharina Elisabeth (* 1669; † 1669)
  7. Maria Magdalene (* 1682; † 1683)

## Franz
Franz
1. (illegitim mit N.N.) Christoph Waldeck[22], (*/1543/1561); ⚭ I: () Engel Kerckering; ⚭ II: () Barbara N.N.
  1. [I] Christoph[22],
2. (illegitim mit Anna Polmann: von Waldeck mit gräflichen Wappen) Franz[22], (* 1524; † 1572)
3. (illegitim mit Anna Polmann: von Waldeck mit gräflichen Wappen) Bartold[22],
4. (illegitim mit Anna Polmann: von Waldeck mit gräflichen Wappen) Katharina[22], († 1597) (m.Konrad Leusmann)
5. (illegitim mit Anna Polmann: von Waldeck mit gräflichen Wappen) Ermgard[22]; ⚭ () Kaspar Tylenhen
6. (illegitim mit Anna Polmann: von Waldeck mit gräflichen Wappen) Elisabeth[22]; ⚭ I: (1564) Peter Slüter; ⚭ II: (1566) Werner Crispinus
7. (illegitim mit Anna Polmann: von Waldeck mit gräflichen Wappen) Philipp[22], (* 1549; † 1605)
8. (illegitim mit Anna Polmann: von Waldeck mit gräflichen Wappen) Johanna[22], († 1572)
9. (illegitim mit Anna Polmann: von Waldeck mit gräflichen Wappen) Christoph[22], († 1587); ⚭ Agnes Pagenstecher
  1. Franz[22], Waldeck (* 1582; † 1635); ⚭ Korbach 1609 Elisabeth Giebel († nach 1668)
    1. Wolrad[22], († 1630)
    2. Katharina[22], († 1636/7); ⚭ Simon Lucan
    3. Johann Daniel[22], († 1640); ⚭ Gottlieb N.N.
      1. Anna Katharina[22], († 1637)
      2. Philipp Christoph[22], (* 1639; † 1714); ⚭ () Anna Katharina Happel, Nachkommen siehe hier

    4. Franz[22], (* 1618/19; † 1679); ⚭ I: () Anna Margareta Hugk († 1668); ⚭ II: () Katharina († 1684)
      1. [I] Johann Ditmar[22], (* 1651)
      2. [I] Johann Philipp[22], (* 1652)
      3. [I] Maria Juliana[22], (* 1654; † um 1718); ⚭ I: (1671) Kaspar Deismann; ⚭ II: (1673) Christoph Sachse († 1680/1681); ⚭ III: () Fritz Kniep(er)
      4. [I] Johann Franz[22], (* 1658; † 1714)
        1. Johann Christoph[22], (* 1700)
        2. Johann Georg[22], (* 1701)
        3. Friedrich Ludwig[22], (* 1703; † 1711)
        4. Johann Philipp Andreas[22], (* 1706)
        5. Philipp[22], († 1711)
        6. Lucia Charlotte[22], (* 1710; † 1710)

      5. [I] Maria Elisabeth[22], (* 1660; † 1730); ⚭ () Andreas Böhme
      6. [I] Johannes[22], (* 1662)
      7. [I] Anna Ursula[22], (* 1665; † 1718); ⚭ I: () Emanuel Sohn; ⚭ II: () N.N. Geis
      8. [I] Johann Aron[22], (* 1667; † 26. August 1696)
      9. [I] Maria Margareta[22], (* 1668)
      10. [II] Dorothea Hedwig[22], (* 1670; † 2. August 1718)

    5. Anna Margareta[22], (* 1622; † 1690); ⚭ Johannes Scriba († 1661)
    6. Maria Elisabeth[22]

  2. Christoph Waldeck[22][37], (* Warendorf 1585; † 1657); ⚭ () Ottilia Fesel († 1658)
    1. Wolrad[37] (* 1619; † 1669); ⚭ () Maria Juliana Vietor (* 1623, beerdigt 1699)
      1. Christoph Wolrad[37], (* 1651; † 1675)
      2. Tilemann[37], (* 1653; † 1713); ⚭ I: (1687) Eva Elisabeth J・enherzog (* 1671; † 1694); ⚭ II: () Margareta Disselhorst (v1717)
        1. [I] Juliana Elisabeth[37], (* 1688; † 1716); ⚭ () Philipp Heinrich Grzofe († 1735)
        2. [I] Johann Bernhard[37], (* 1690; † 1750)
        3. [I] Anna Margaretha[37], (* 1692; † 1715); ⚭ () Joachim Friedrich Scherbaum
        4. [II] Heinrich Adolf[37], (* 1699; † 1719)
        5. [II] Friedrich Anton[37], (* 1701; † 1702)
        6. [II] Johann Karl[37], (* 1703; † 1790)
        7. [II] Sophia Elisabeth[37], (* 1705; † 1721?); ⚭ () Johann Jakob Fabricius
        8. [II] Christian Philipp[37], (* 1708; † 1731)
        9. [II] Maria Friederike Henriette[37], (* 1710; † 1710)
        10. [II] Dorothea Luisa[37], (* 1712; † 1713)

      3. Johann Daniel[37], (* 1655; † 1689); ⚭ () Maria Elisabeth Henne
        1. Martha Elisabeth[37], (* 1679; † 1740); ⚭ () Johann Wilhelm L・kel († 1740)
        2. Maria Margaretha[37], (* 1681; † 1690)
        3. Anna Erich[37], (* 1684; † 1700)
        4. Daniel Friedrich[37], (* 1683; † 1683)
        5. Johann Abraham[37], (* 1683)
        6. Christoph Tilemann[37], (* 1683; † 1683)

      4. Johanna Ottillia[37], (* 1658; † 1661)
      5. Maria Margaretha[37], (* 1661; † 1711)
      6. Andreas Christian[37], (* 1663; † 1726); ⚭ (1696 in Schaaken) Anna Katharina Schmalkalder
        1. Juliana Elisabeth[37], (* 1698; † 1717?); ⚭ () Philipp Heinrich Grzofe († 1735)
        2. Charlotte[37], (* 1700; † 1757); ⚭ () Johann Konrad Fabricius († 1757)
        3. Anna Maria[37], (* 1702; † 1702)
        4. Christoph[37], (* 1703; † 1705)
        5. Anna Margaretha[37], (* 1705; † 1705)
        6. Sophia Margaretha[37], (* 1706; † 1720)
        7. Tilemann Arnold Heinrich[37], (* 1709; † 1762); ⚭ () Johannette Margarethe Scherbaum (1761)
          1. 333c / d / e

        8. Maria Magdalena[37], (* 1711; † 1711)
        9. Christoph Bernhard[37], (* 1713)
        10. Theodor Gottfried[37], (* 1716; † 1716)
        11. Christoph Bernhard[37], (* 1716; † 1717)

    2. Barbara Elisabeth[37], (* 1622; † 1641?)
    3. Anna Katharina[37], (* 1624; † ?)
    4. Maria Juliana[37], (* 1625; † 1693); ⚭ () Adam Biermann
    5. Johanna Ottilia[37], (* 1630; † ?); ⚭ (1651) Anton Ramm († 1688)
    6. Anna Christina[37], (* 1636; † 1673); ⚭ () Ludwig Becker († 1716)